# Plomodiern
Plomodiern [plomodjɛʁn] est une commune du département du Finistère, dans la région Bretagne, en France.

## Géographie
| Saint-Nic          |            | Dinéault   |
| Baie de Douarnenez | Plomodiern | Châteaulin |
|                    | Ploéven    | Cast       |

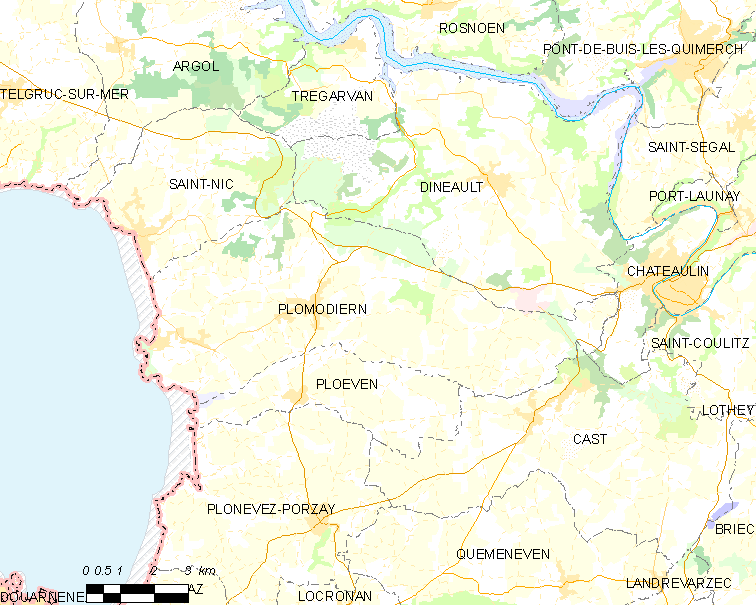
Carte de la commune de Plomodiern.

La commune fait partie traditionnellement du Pays Glazik. Elle se situe au pied du versant sud du Ménez-Hom, au fond de la baie de Douarnenez, dans la plaine du Porzay. Plomodiern fait partie de la Communauté de communes Pleyben-Châteaulin-Porzay.

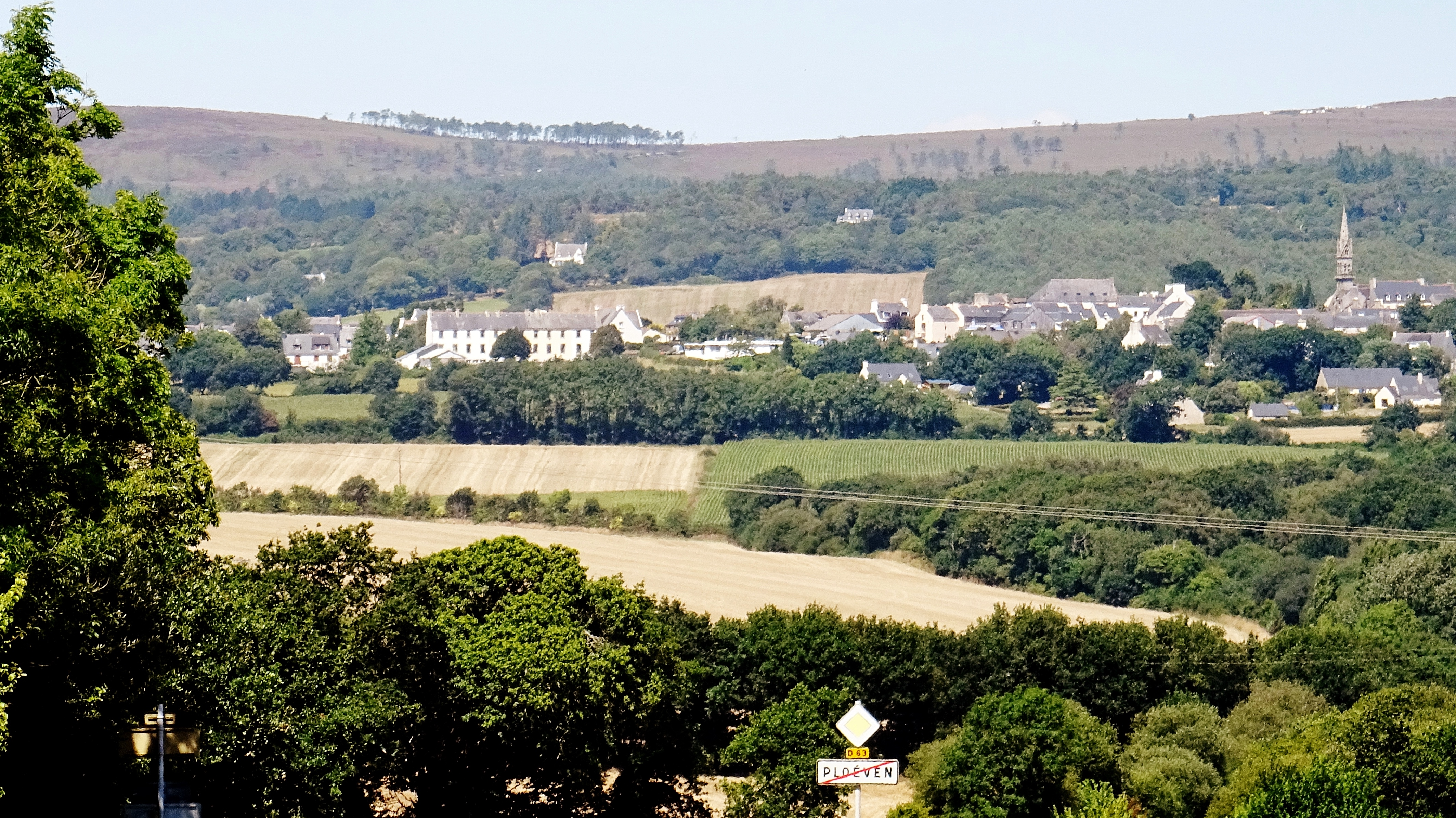
Plomodiern vu depuis Ploéven ; à l'arrière-plan les hauteurs du Ménez-Hom.

La commune de Plomodiern est limitée au sud par le ruisseau de Kerharo, un minuscule fleuve côtier (dénommé Kerhare en 1890 dans le "Dictionnaire administratif" d'Adolphe Joanne), lequel précise qu'il a sa source à 4 km au sud-ouest de Châteaulin, que son cours est long d'une douzaine de kilomètres et qu'il alimente en eau tout au long de son cours 11 moulins à farine) qui se jette dans l'océan au niveau de la plage de Kervijen et la sépare de Ploéven ; au nord la partie sud de la Lieue de Grève (Plage de Lestrevet) appartient à Plomodiern même si sa majeure partie (Plage de Pentrez) dépend de la commune voisine de Saint-Nic. Son littoral, assez découpé alterne anses et plages (du sud au nord anse de Kervijen, anse de Ty Mark, plage de Porz ar Vag, plage de Lestrevet qui est limitée au sud par le ruisseau de Stang-ar-Rible) et pointes aux falaises abruptes (pointe de Ty Mark, pointe de Tal ar Grip, dite aussi pointe de Talagrip). Les dunes qui bordent la plage de Lestrevet et les falaises en direction de Pors ar Vag reculent en raison de l'érosion marine. Les landes et pelouses entre la pointe de Talagrip et l'anse de Kervigen sont classées ZNIEFF (Zone naturelle d'intérêt écologique, faunistique et floristique).

De la plage de Lestrevet à celle de Pors ar Vag
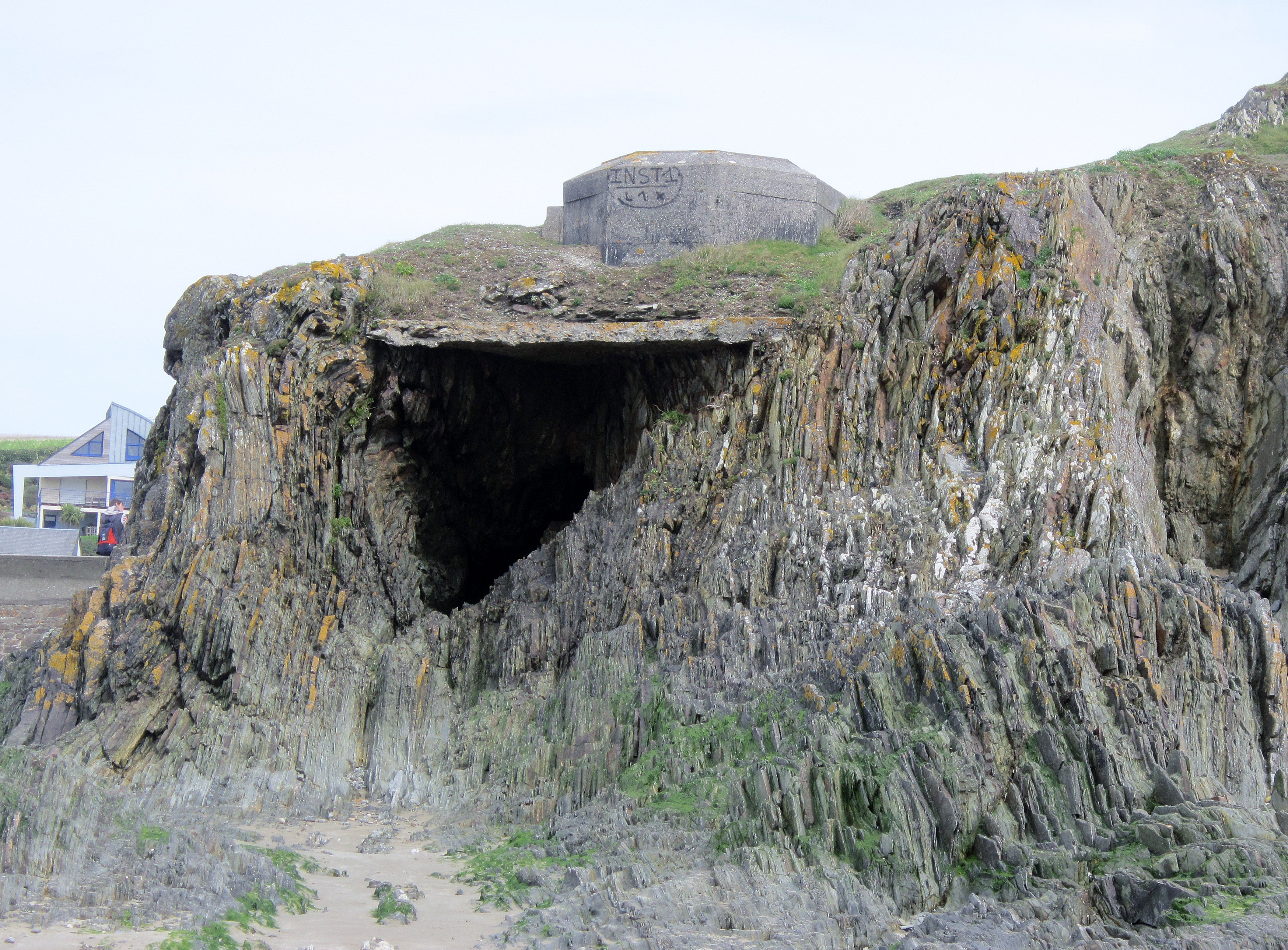
Plomodiern : blockhaus dans la falaise entre la plage de Lestrevet et celle de Pors ar Vag.
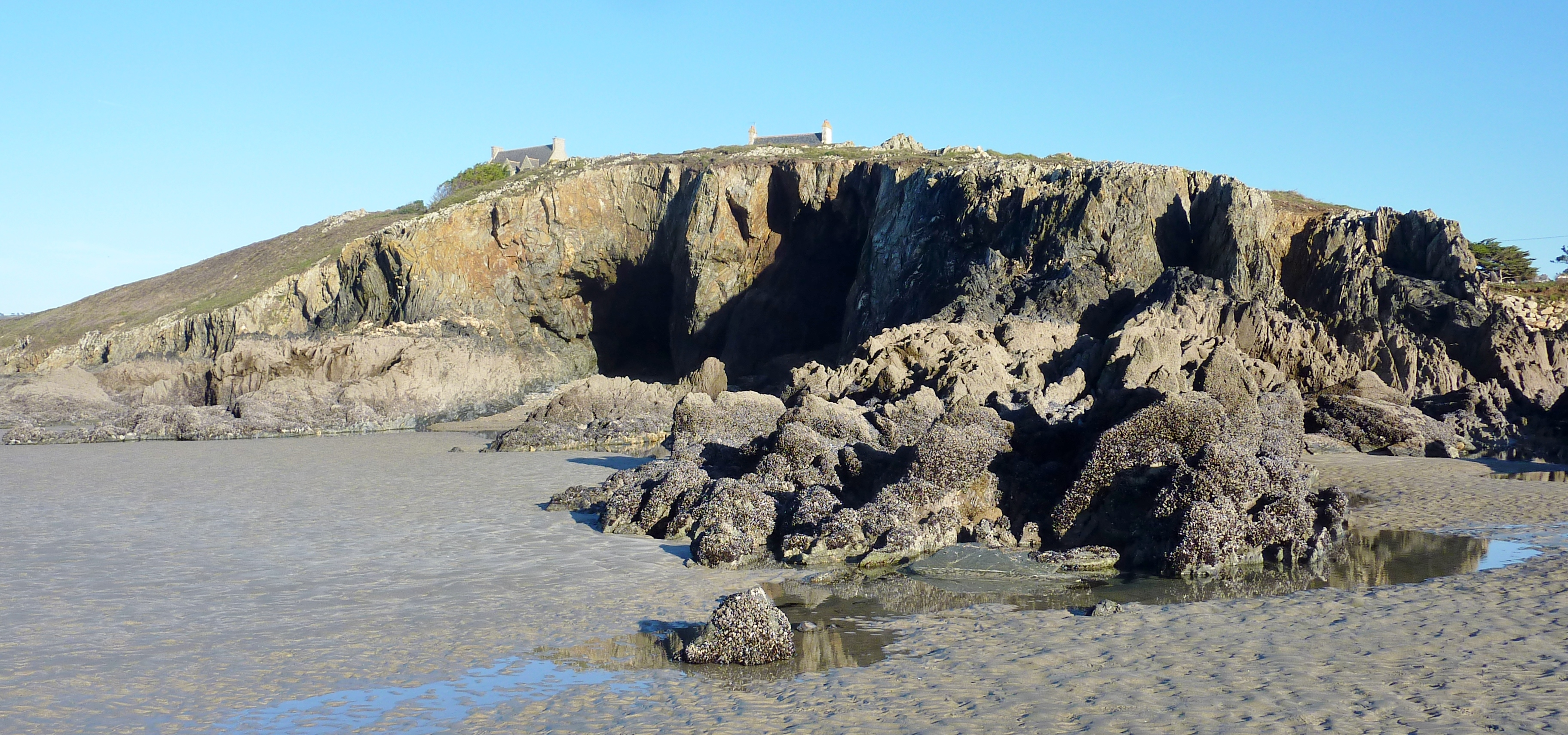
Plomodiern : falaise et grottes entre la plage de Lestrevet et celle de Pors ar Vag.
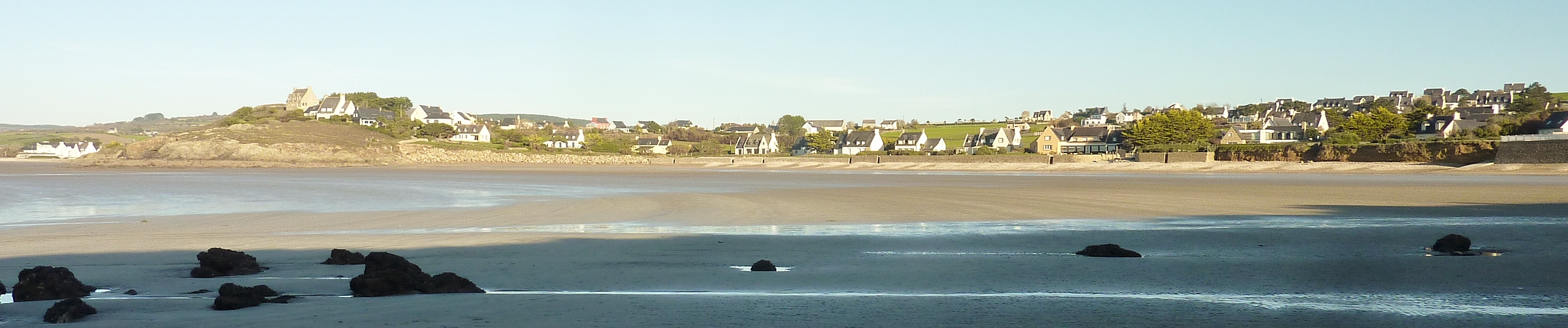
Plomodiern : la plage de Pors ar Vag à marée basse.
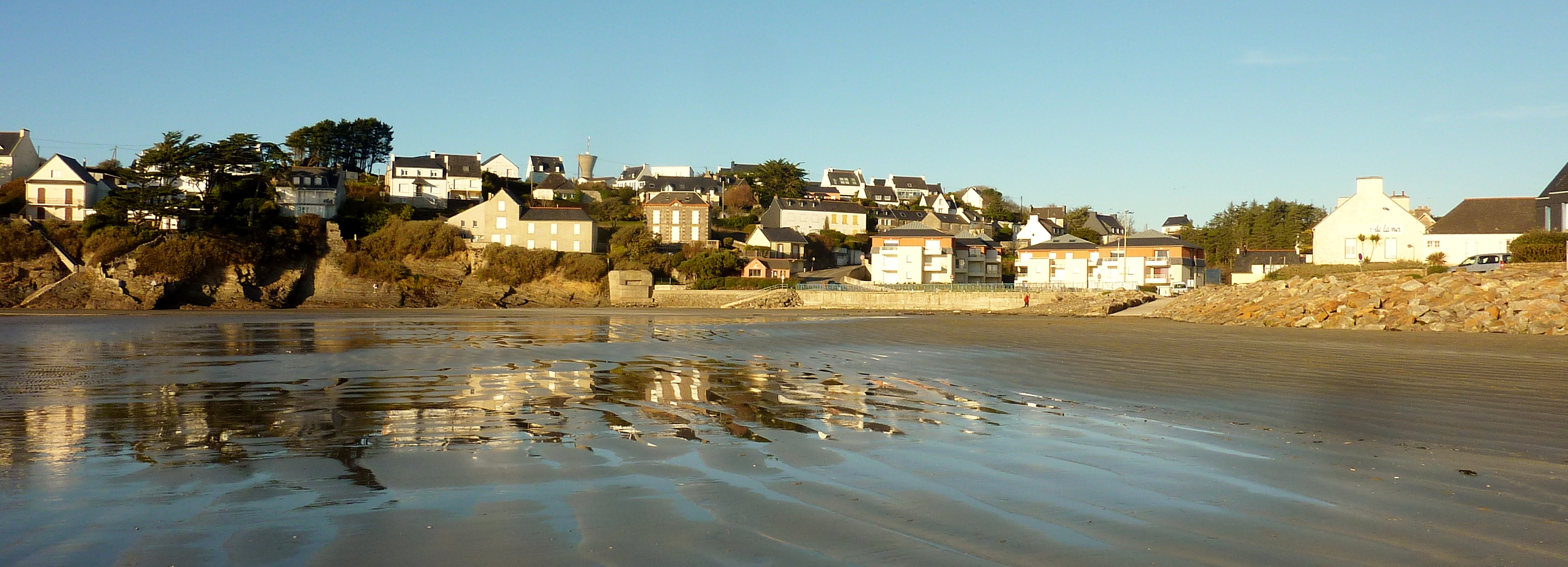
La plage de Pors ar Vag à marée haute.
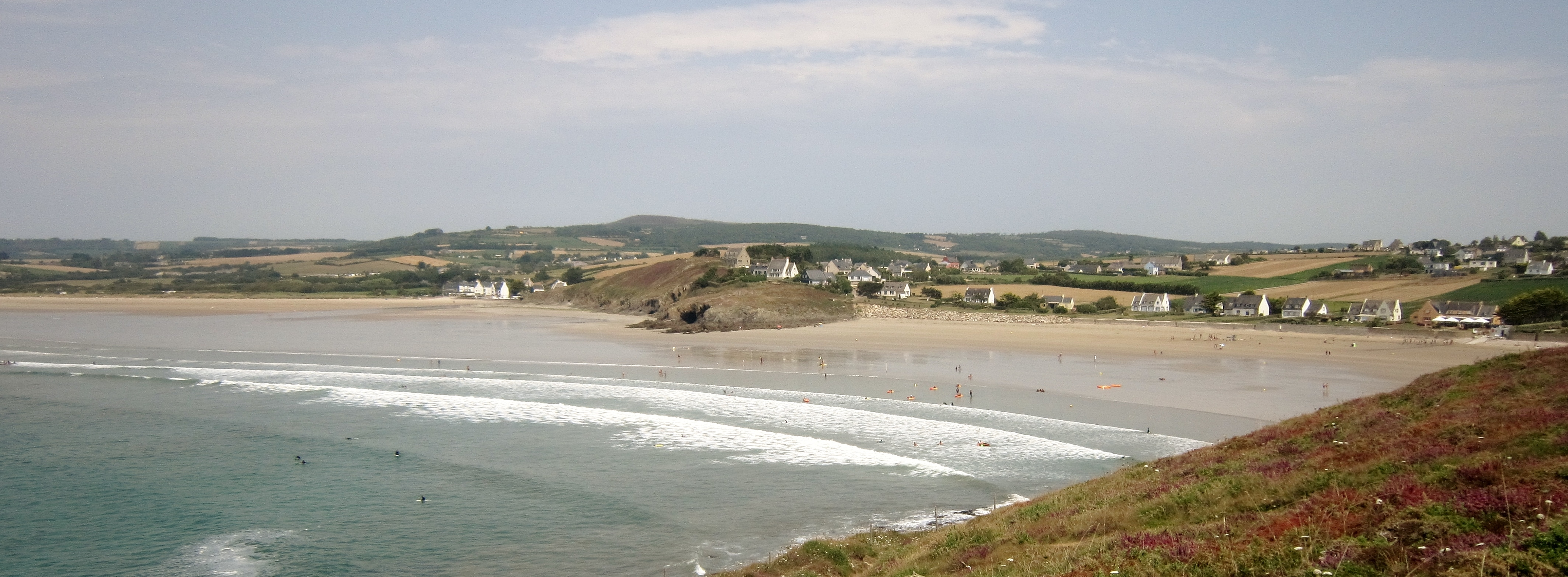
Les plages de Lestrevet et de Pentrez vues depuis la pointe de Talagrip.

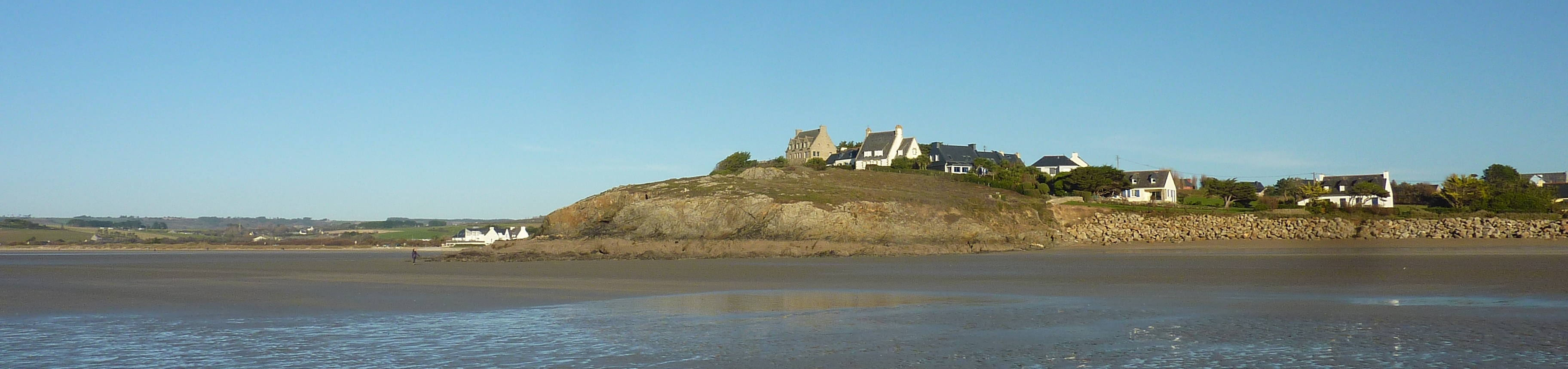
Les falaises entre la plage de Lestrevet (à gauche) et de Pors ar Vag (à droite).

La pointe de Talagrip
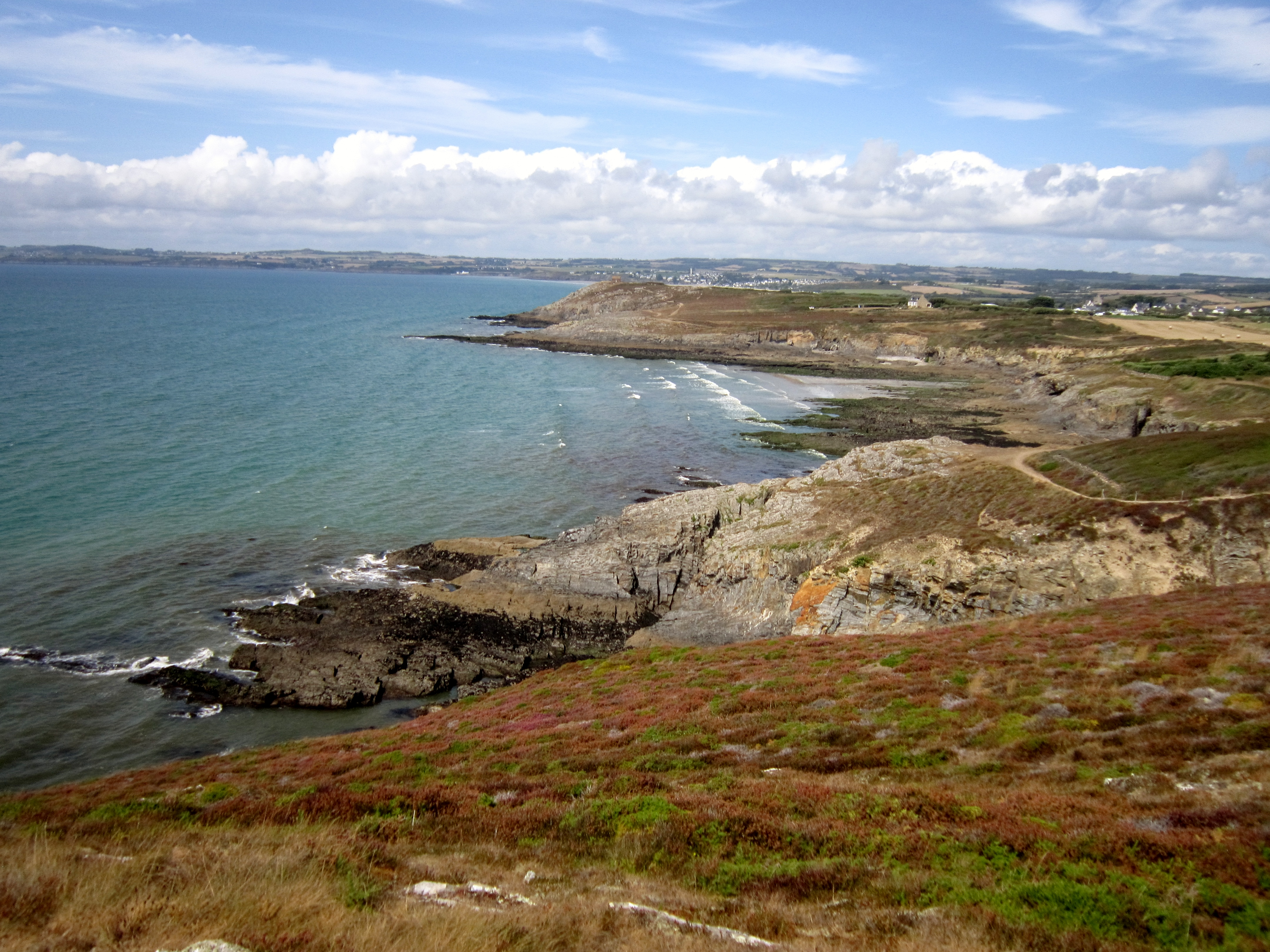
Plomodiern : les falaises entre l'anse de Ty Mark et la pointe de Talagrip, visible au second plan.
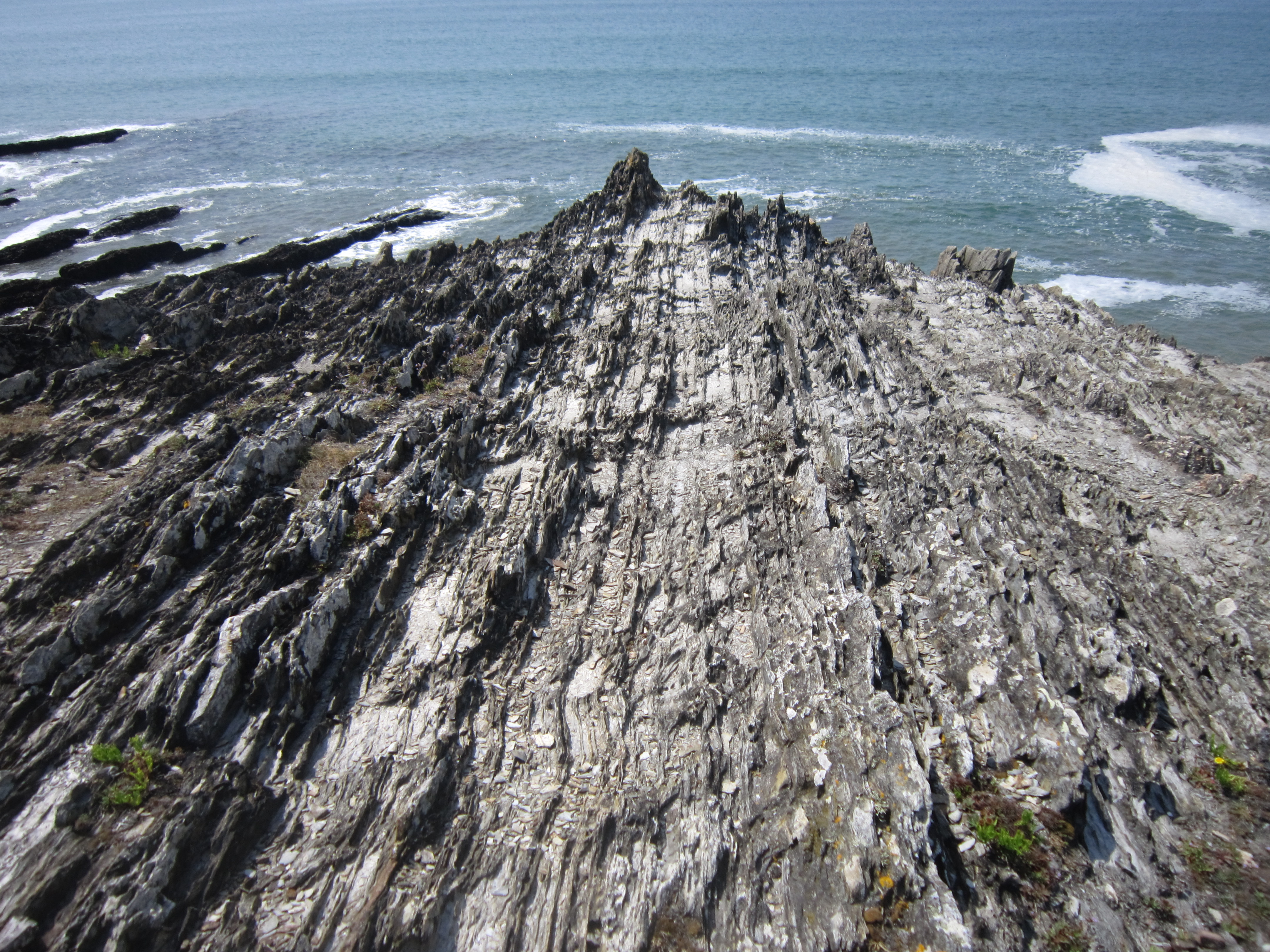
Plomodiern : estran rocheux à la pointe de Talagrip.
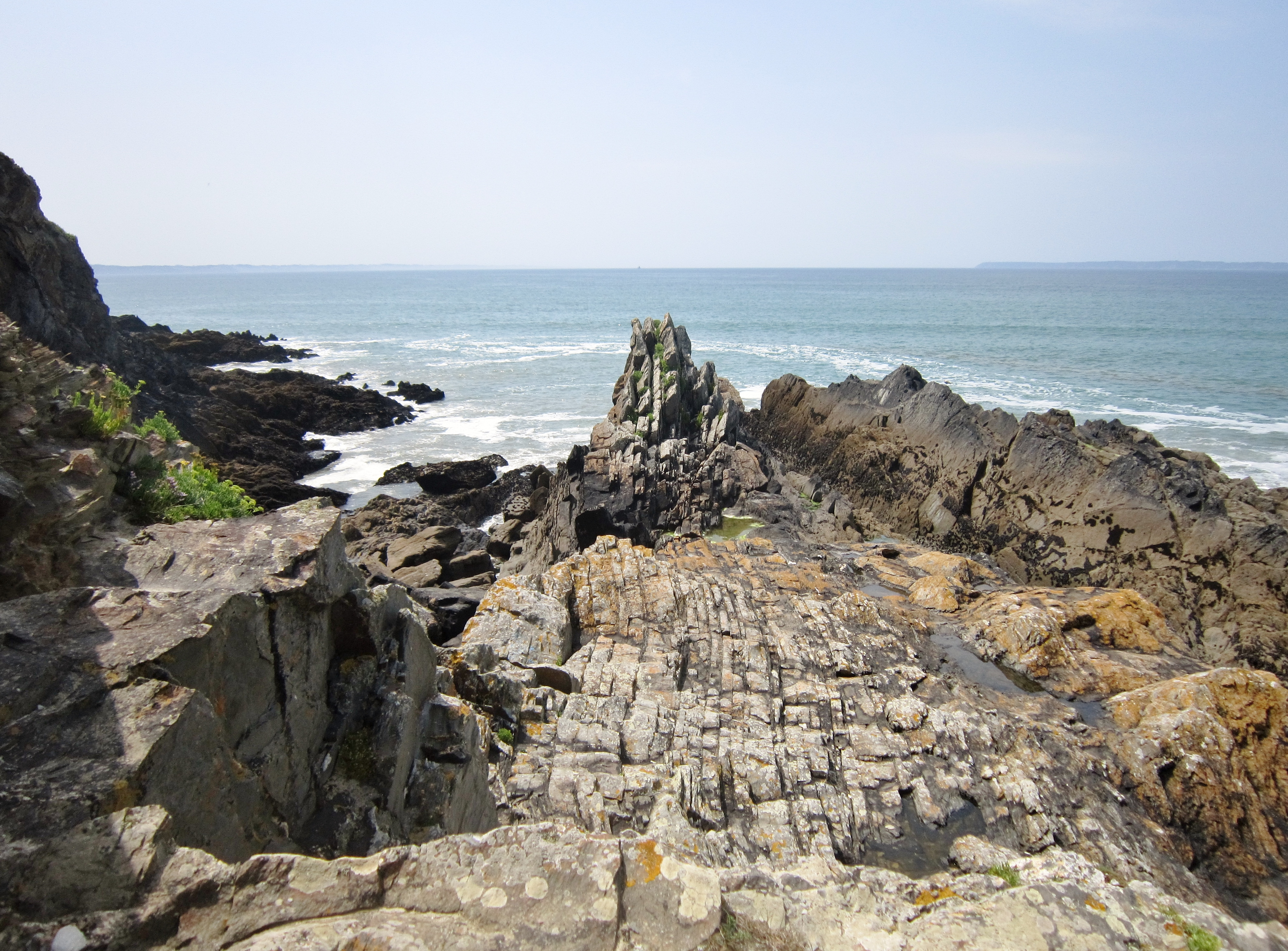
Plomodiern : rochers et falaises de la pointe de Talagrip.
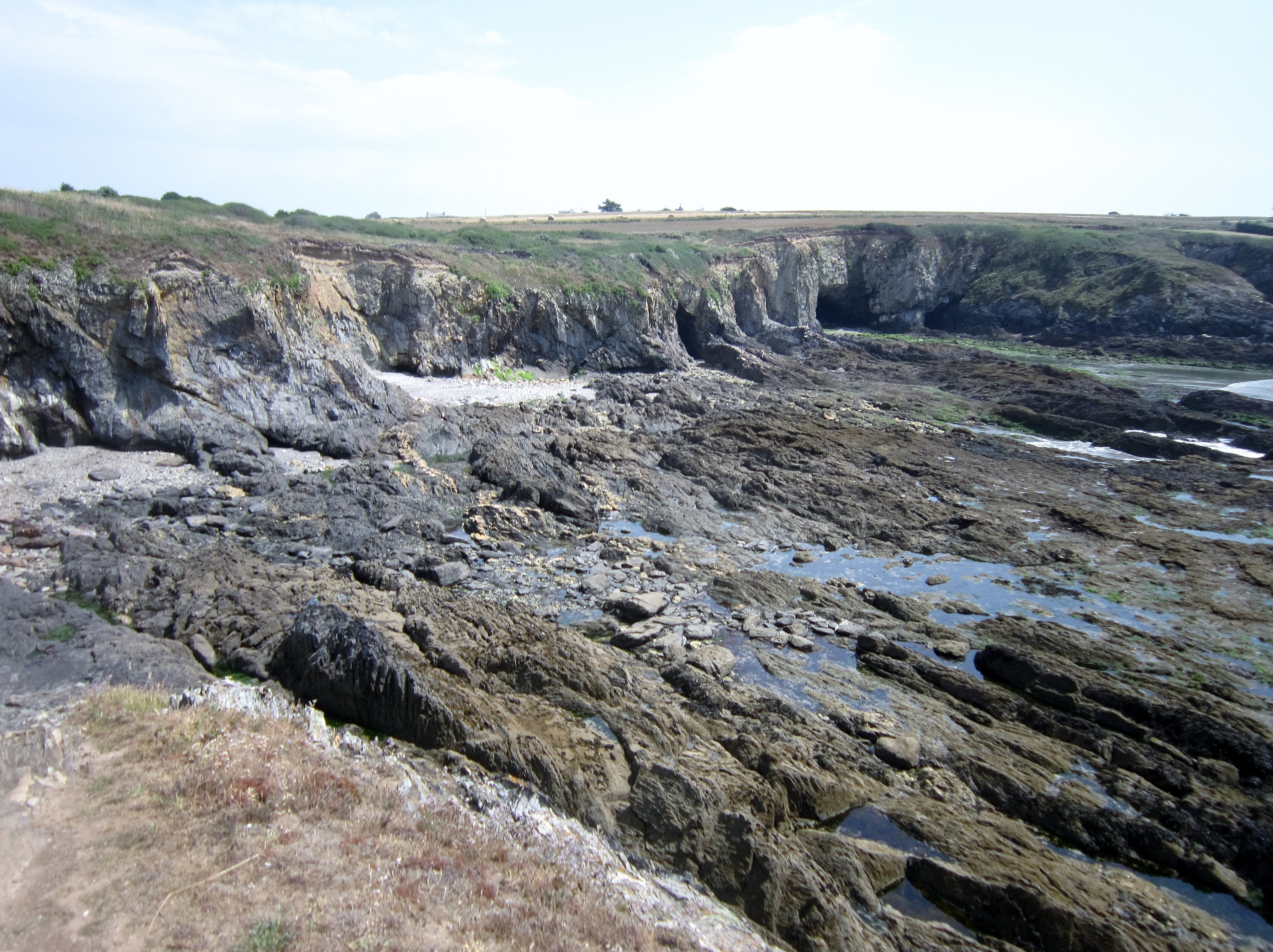
Pointe de Talagrip : falaises, grottes et estran rocheux découvert à marée basse.
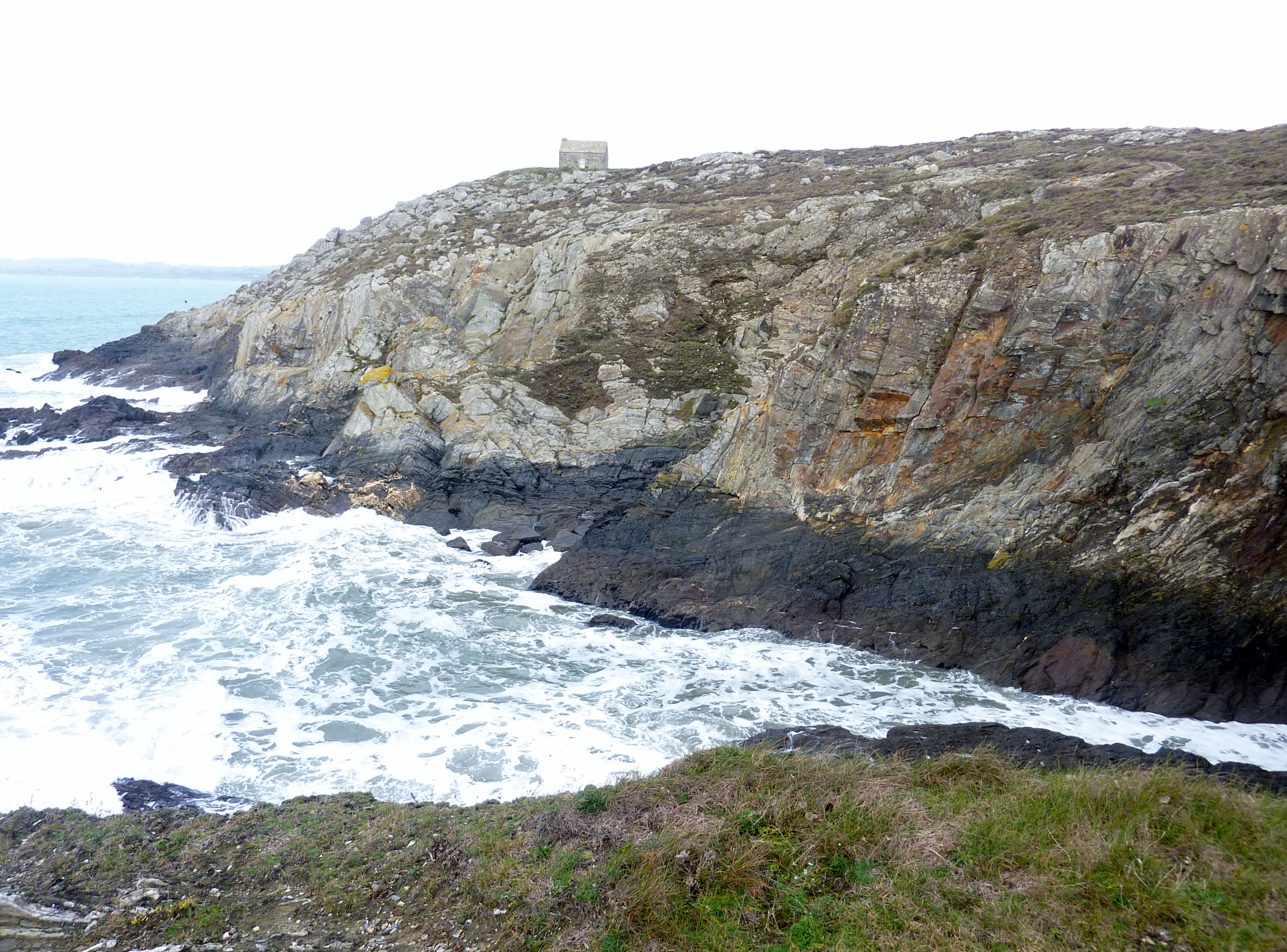
Plomodiern : la pointe de Talagrip et la maison des douaniers vues du sud
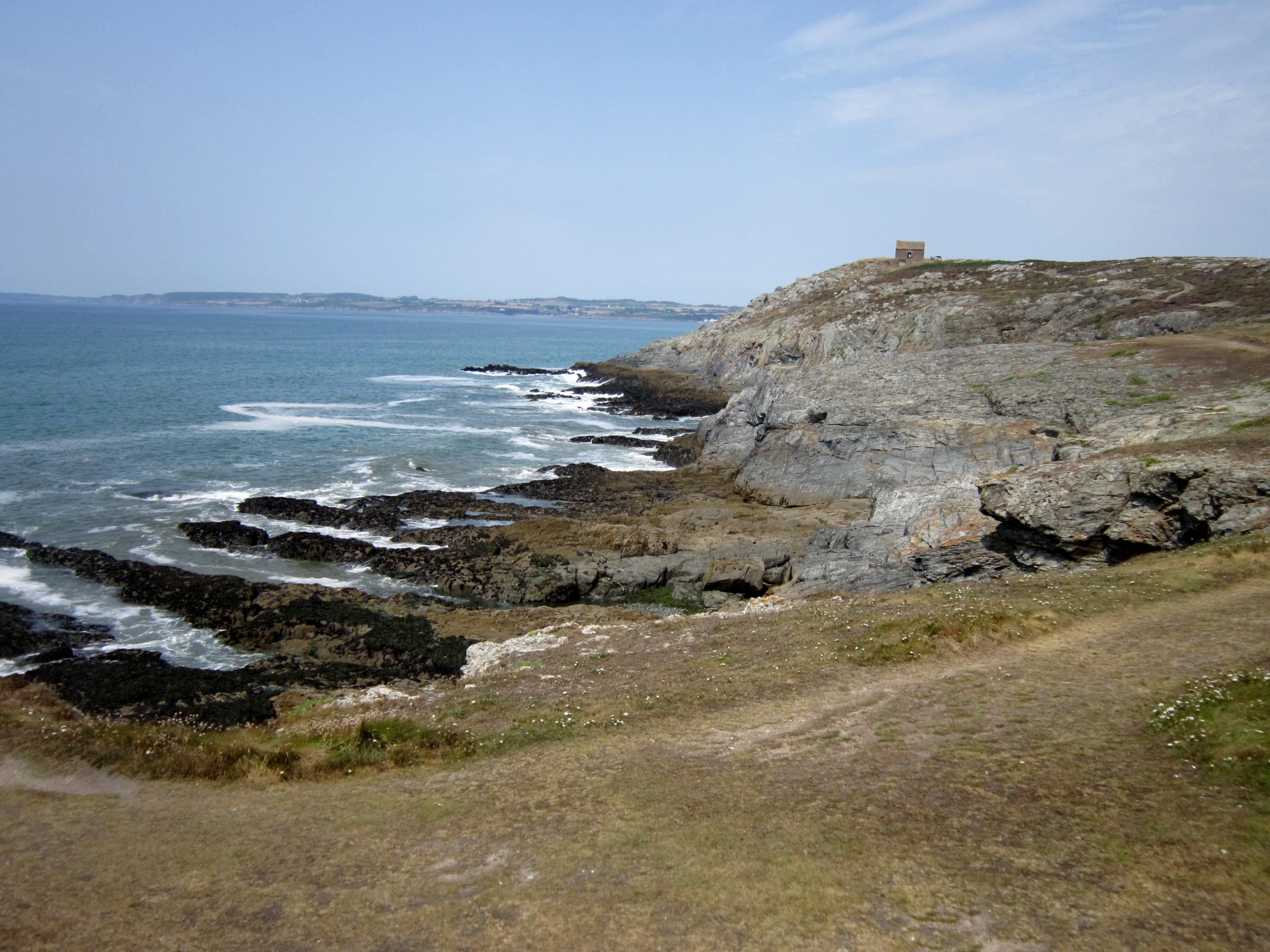
Plomodiern : la pointe de Talagrip vue du sud.
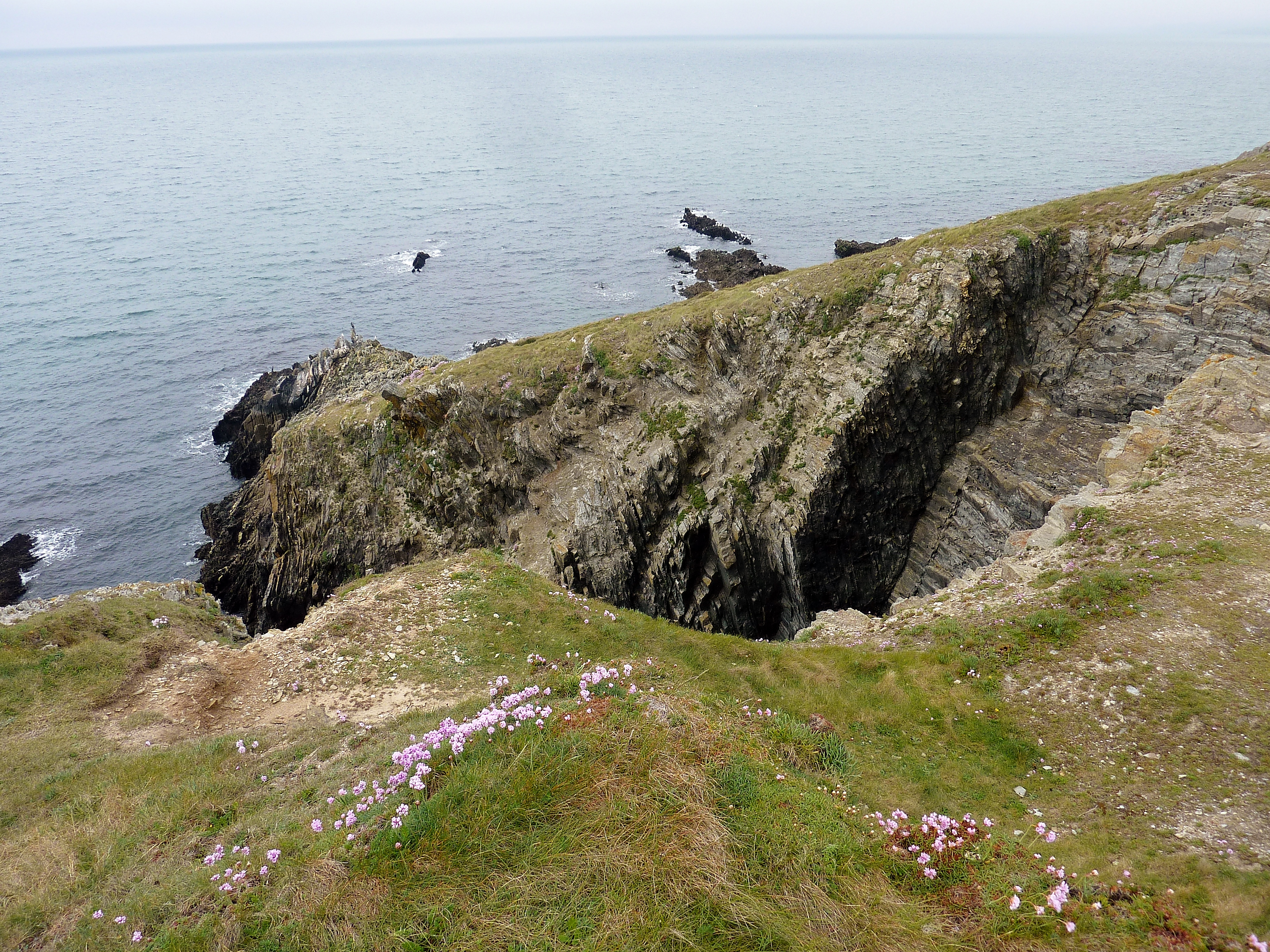
Plomodiern : falaises entre l'anse de Ty Mark et la pointe de Talagrip (détail).

L'anse de Ty Mark et les falaises avoisinantes
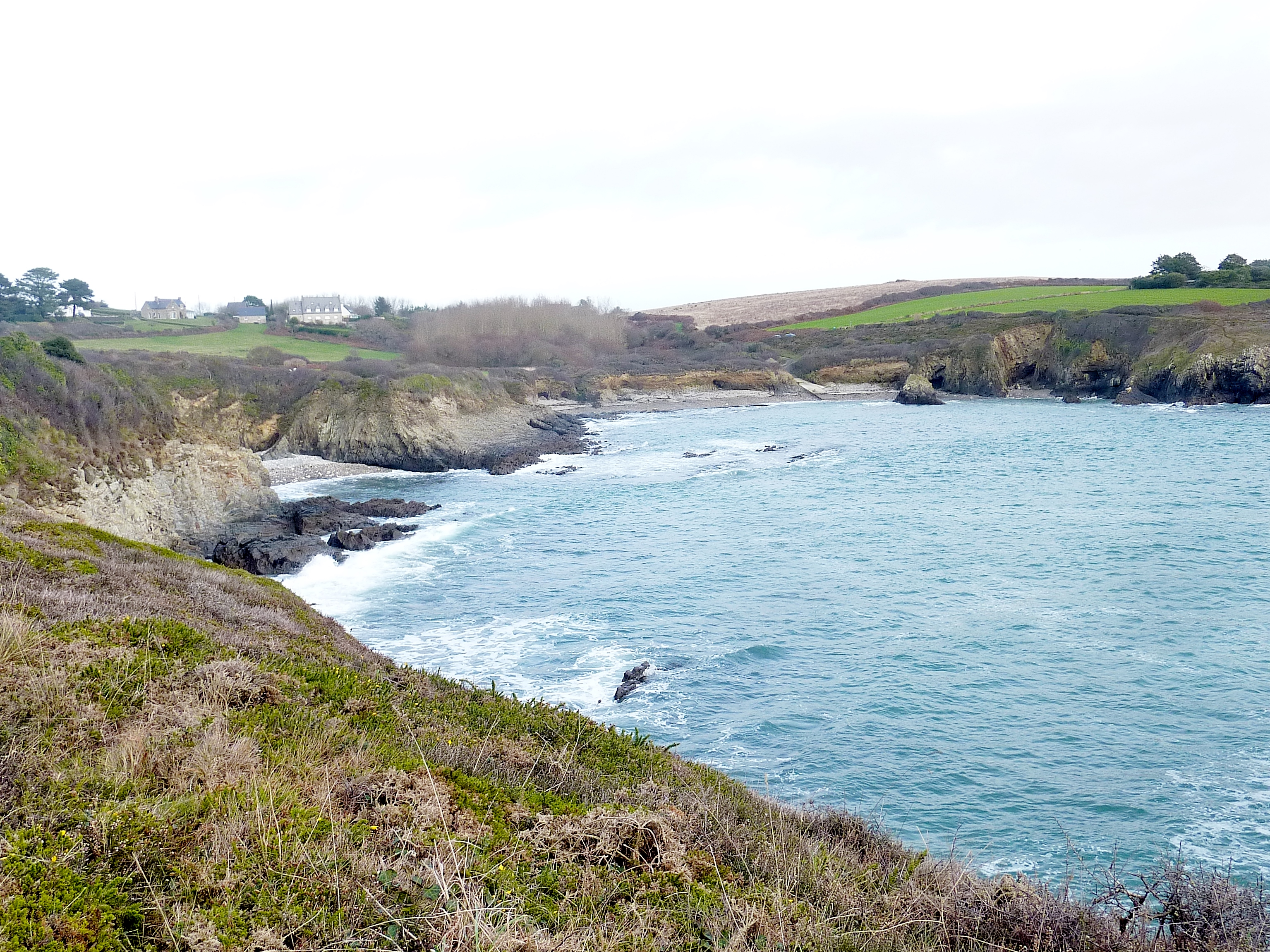
L'anse de Ty Mark à marée basse vue de l'ouest depuis le GR 34 1.
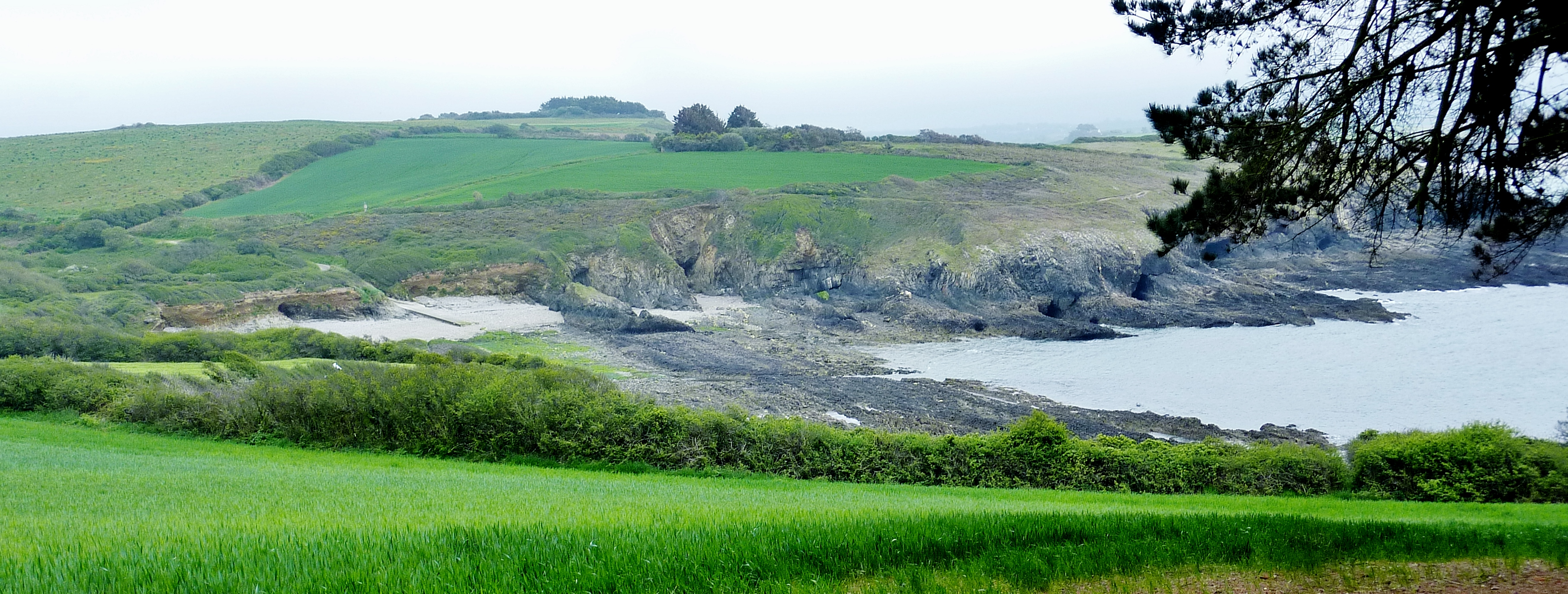
L'anse de Ty Mark à marée basse vue de l'ouest depuis le GR 34 2.
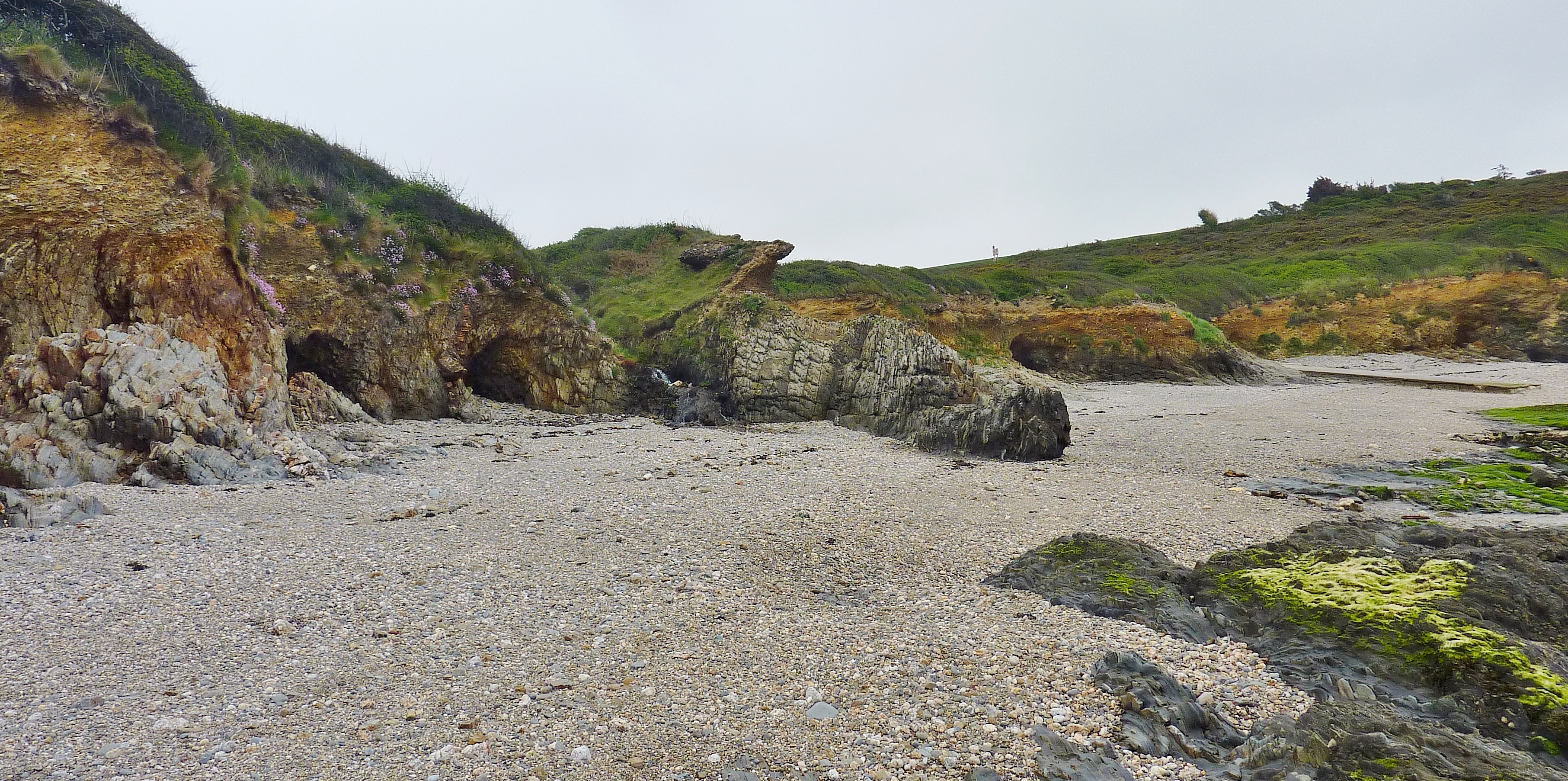
Falaises et grottes de l'anse de Ty Mark vues depuis sa grève à marée basse.
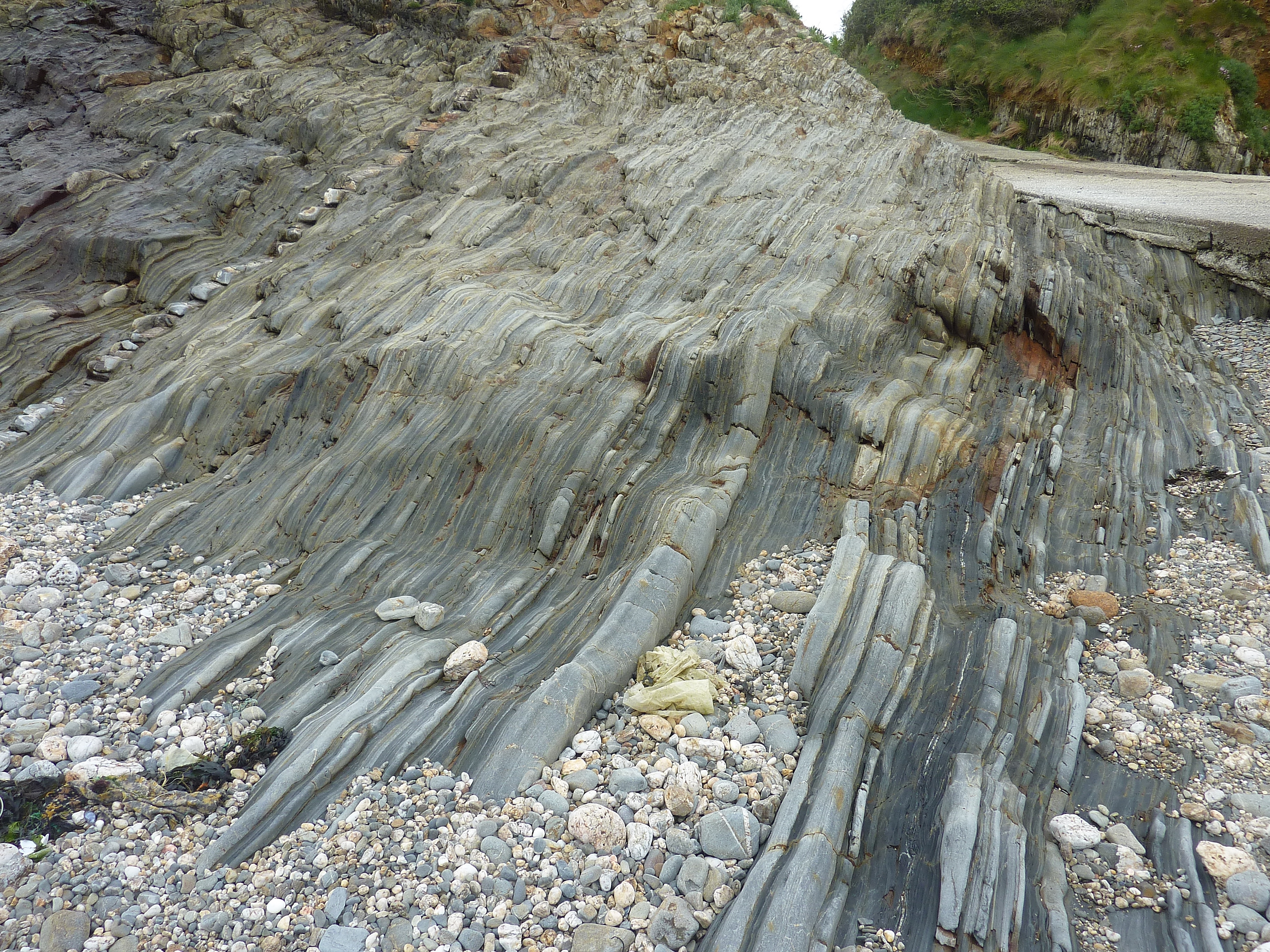
Rochers et galets dans l'anse de Ty Mark.
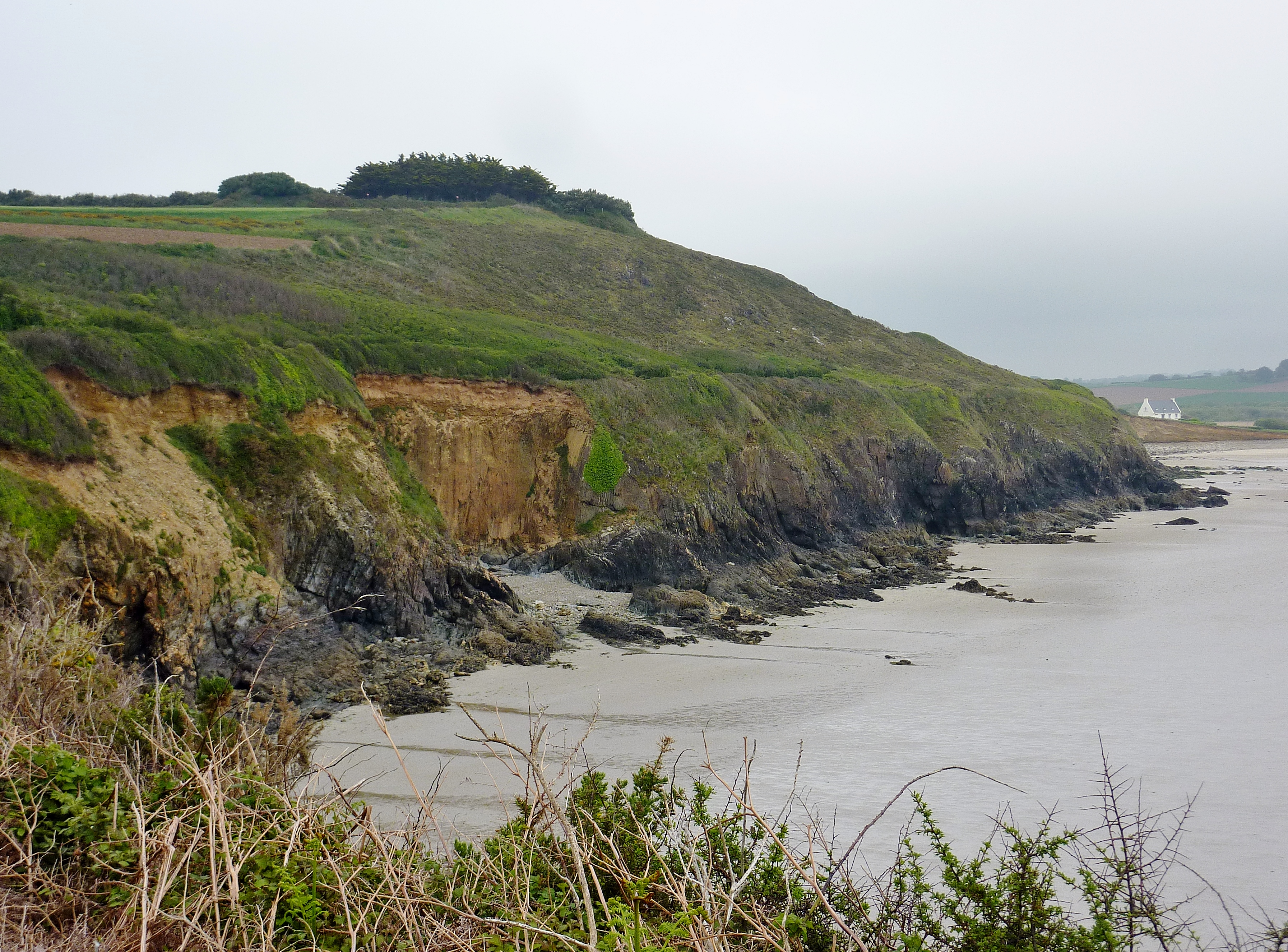
Falaise, avec éboulis récents, entre l'anse de Ty Mark et l'anse de Kervigen.
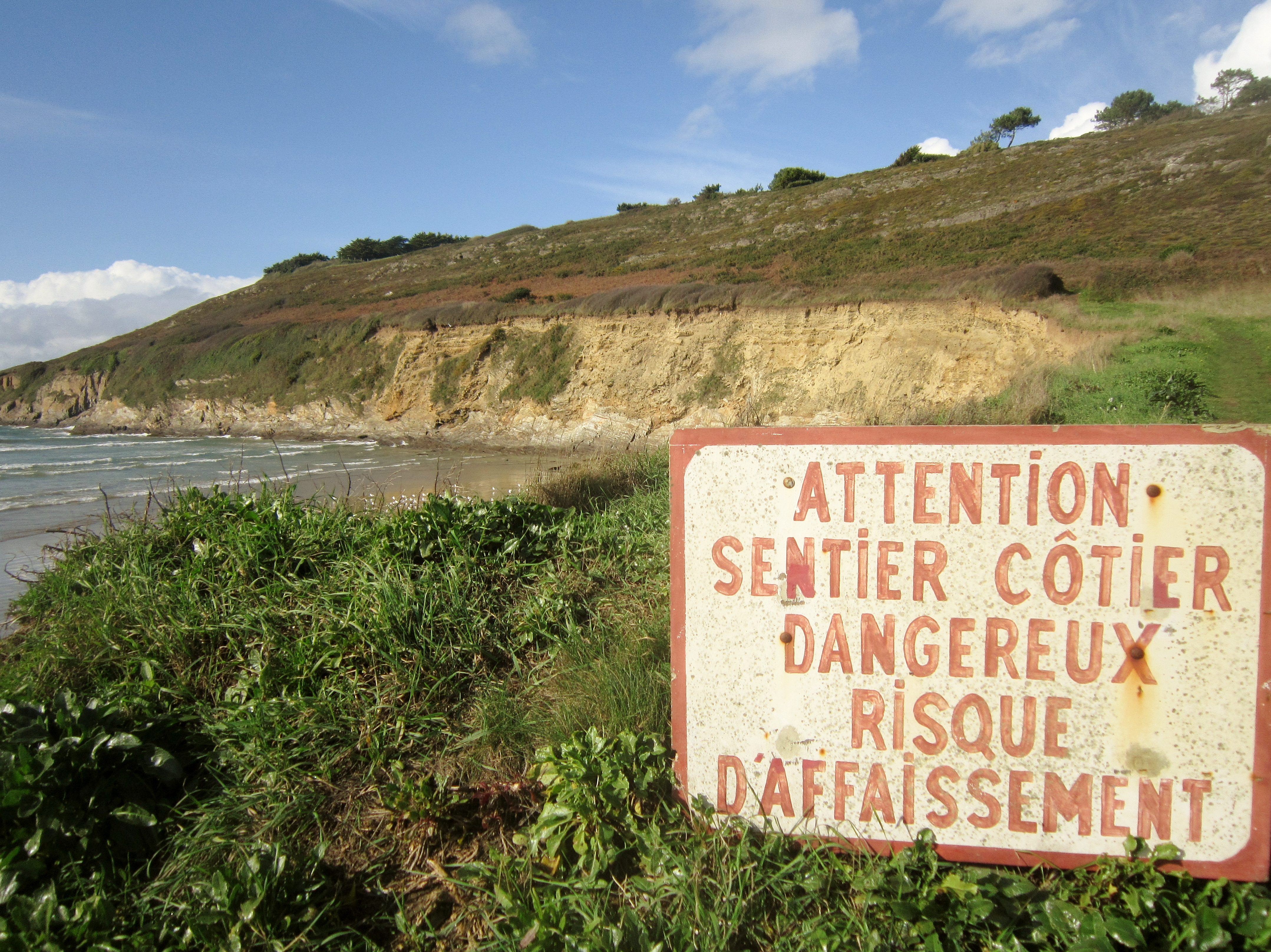
Le tracé du GR 34 rendu dangereux au nord de l'anse de Kervijen en direction de Ty Mark en raison de l'érosion littorale.
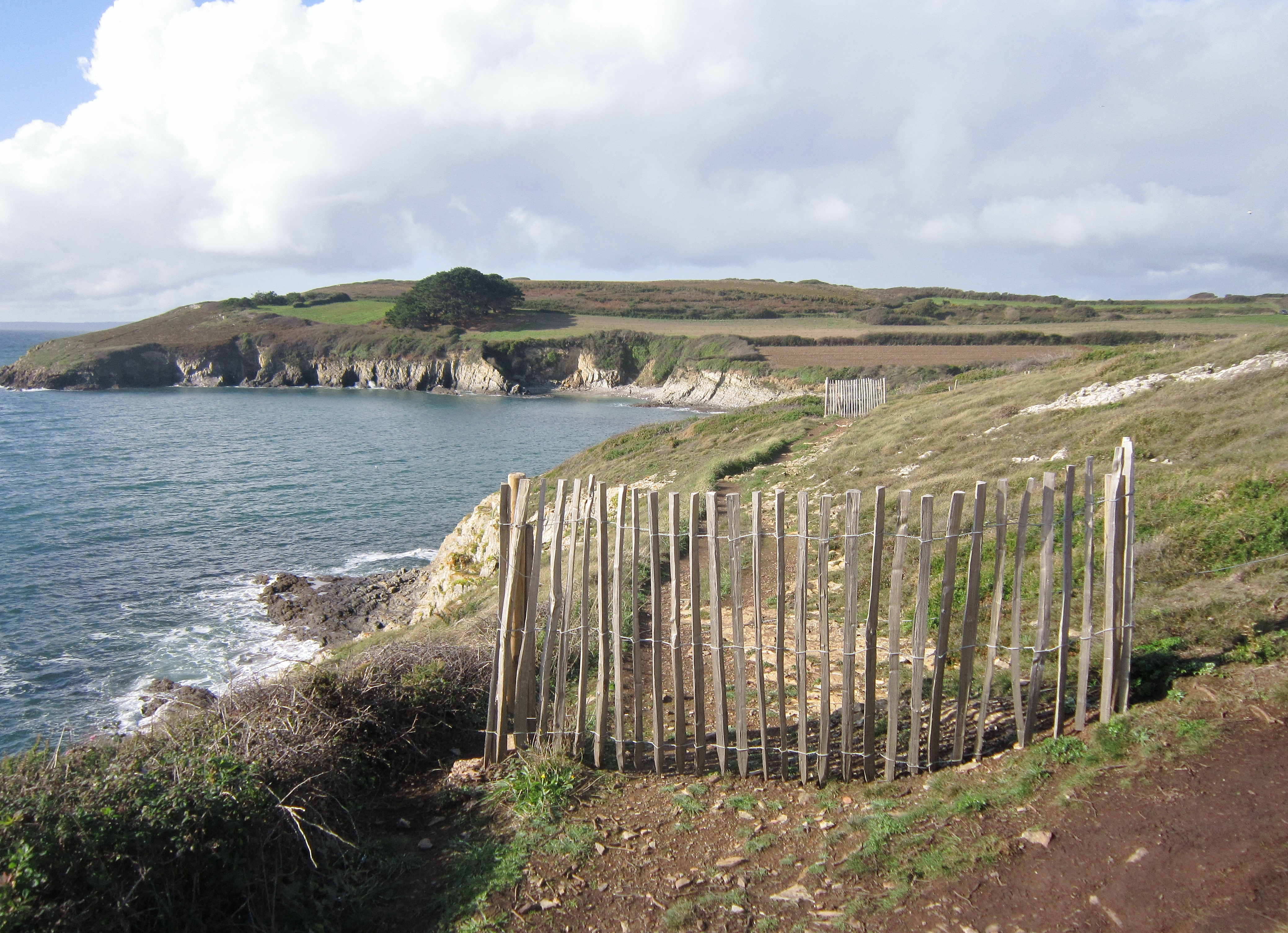
Ancien tracé du GR 34 barré par des ganivelles en raison de l'érosion littorale au nord de l'anse de Kervijen en direction de Ty Mark.

Le finage communal, très étendu, s'étend vers le nord jusqu'au flanc sud du Ménez Hom (mais son sommet dépend de la commune de Dinéault), englobant notamment le hameau de Sainte-Marie-du-Ménez-Hom et des sommets annexes de ses contreforts sud dits des Trois Canards (Run Braz culmine à 249 mètres d'altitude, Run Bihan à 225 mètres, Run Askell à 233 mètres) et le hameau de Sainte-Marie-du-Ménez-Hom. La commune s'étend dans l'intérieur loin vers l'est, englobant par exemple la montagne de Saint-Gildas (laquelle culmine à 198 mètres), allant presque jusqu'à Châteaulin dont le hameau de Penn ar C'hrann est proche.
Le paysage agraire traditionnel est celui du bocage avec un habitat dispersé en hameaux et fermes isolées. Le bourg est en position relativement centrale au sein du territoire communal et situé à environ 90 mètres d'altitude ; quelques lotissements en ont accru l'importance ces dernières décennies. La commune n'a été que modérément atteinte par l'urbanisation littorale (un habitat linéaire avec vue sur mer est toutefois présent le long des plages de Lestrevet et Porz ar Vag) et un habitat assez dense s'est développé un peu en arrière de la côte principalement aux alentours de Ty Gwen et Kreac'h Gwennou. Quelques bois existent sur les contreforts sud du Ménez Hom, les plus importants étant ceux situés aux alentours du hameau de Ménez Yann.
L'ancienne palue de l'anse de Kervigen, décrite en 1951 comme « en voie d'assèchement total », a été réhabilitée. C'est désormais un site naturel de 22 hectares, à cheval sur les communes de Plomodiern et Ploéven, désormais propriété du département du Finistère, composé principalement d'une roselière principalement occupée par le roseau commun (Phragmite australis).

L'anse et le marais de Kervijen
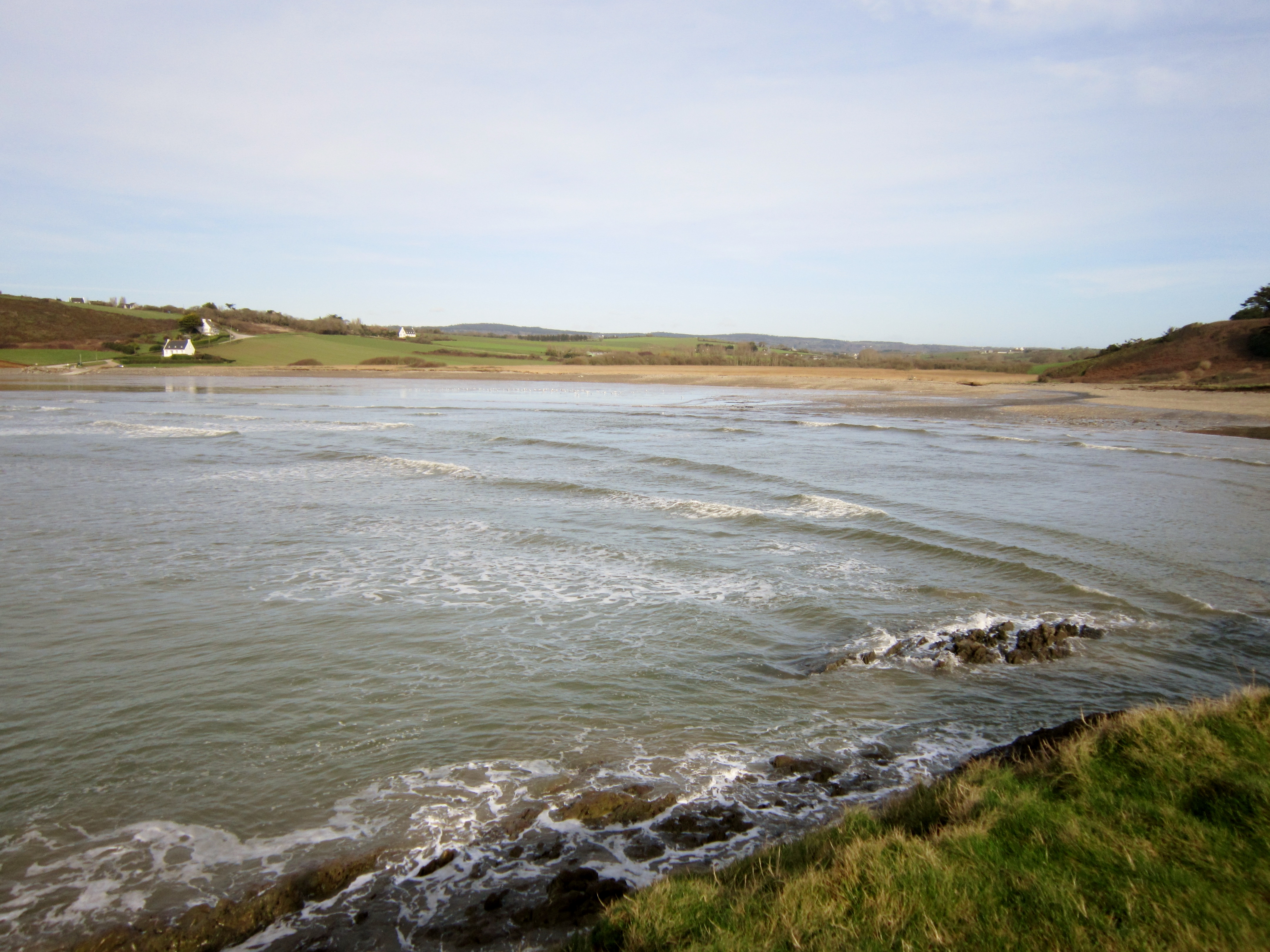
Ploéven et Plomodiern : l'anse de Kervijen vue depuis la pointe du Marrouz située à son sud.
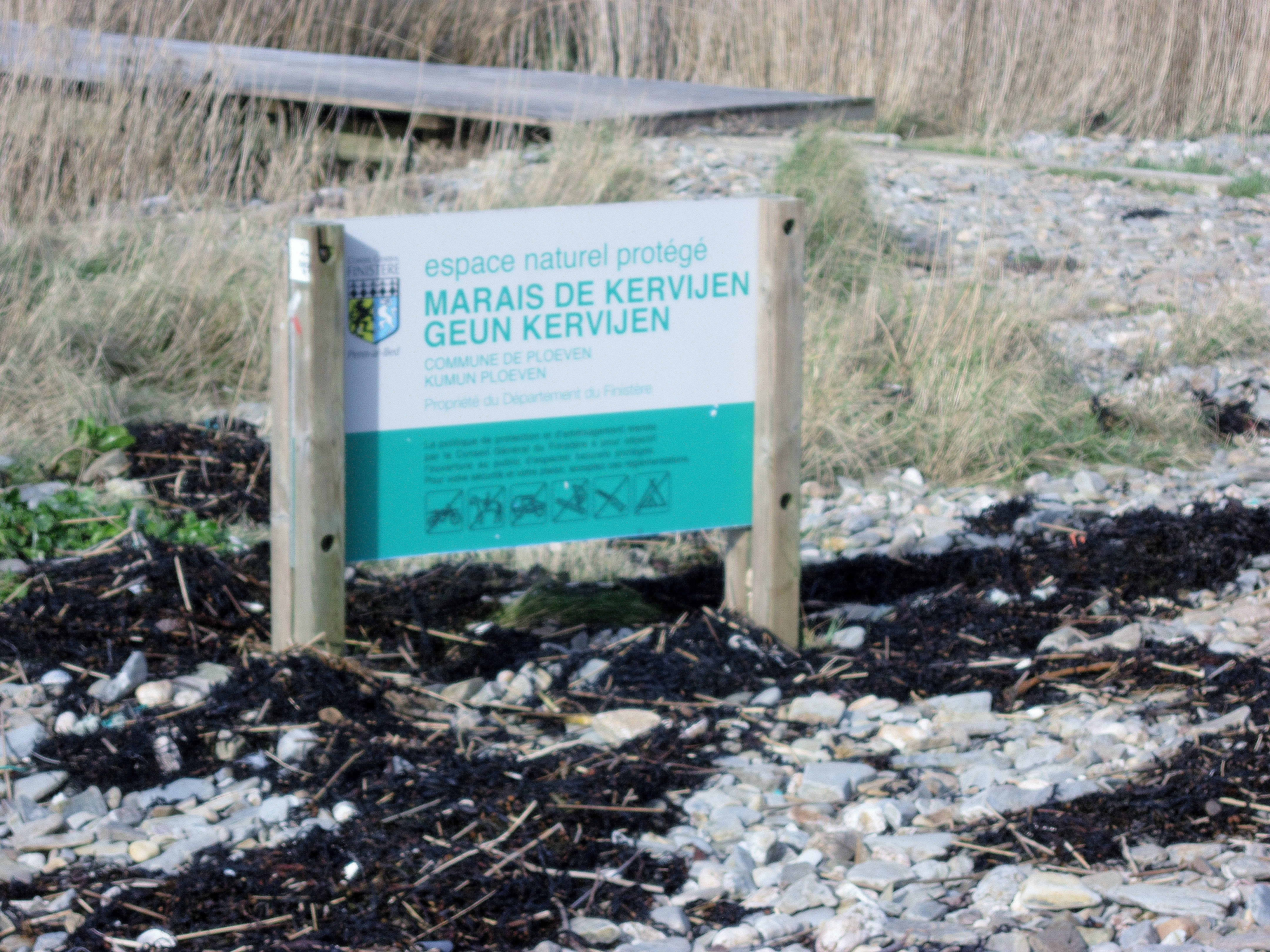
Ploéven et Plomodiern : le marais de Kervijen, espace naturel protégé.
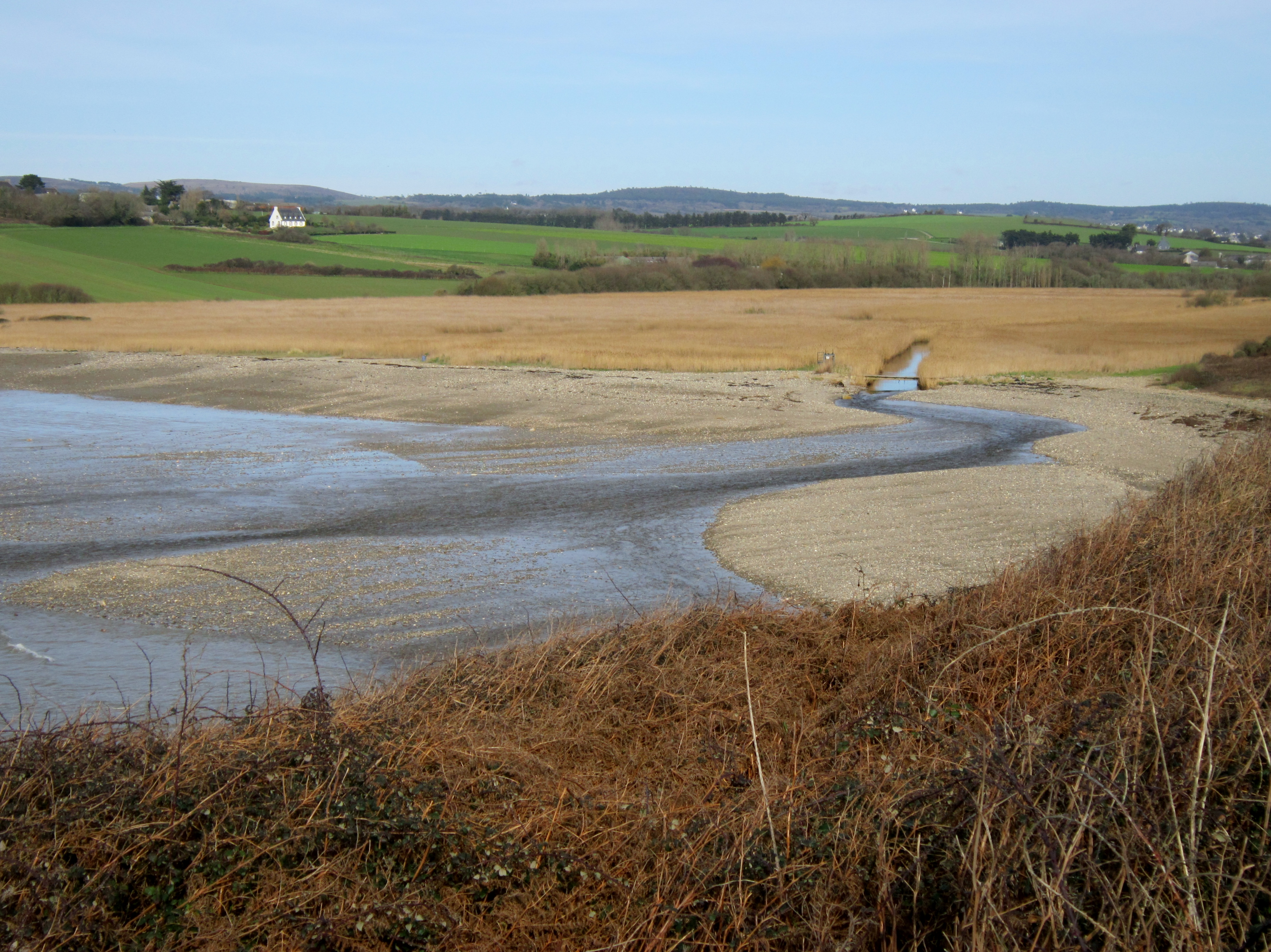
Ploéven et Plomodiern : le marais de Kervijen.
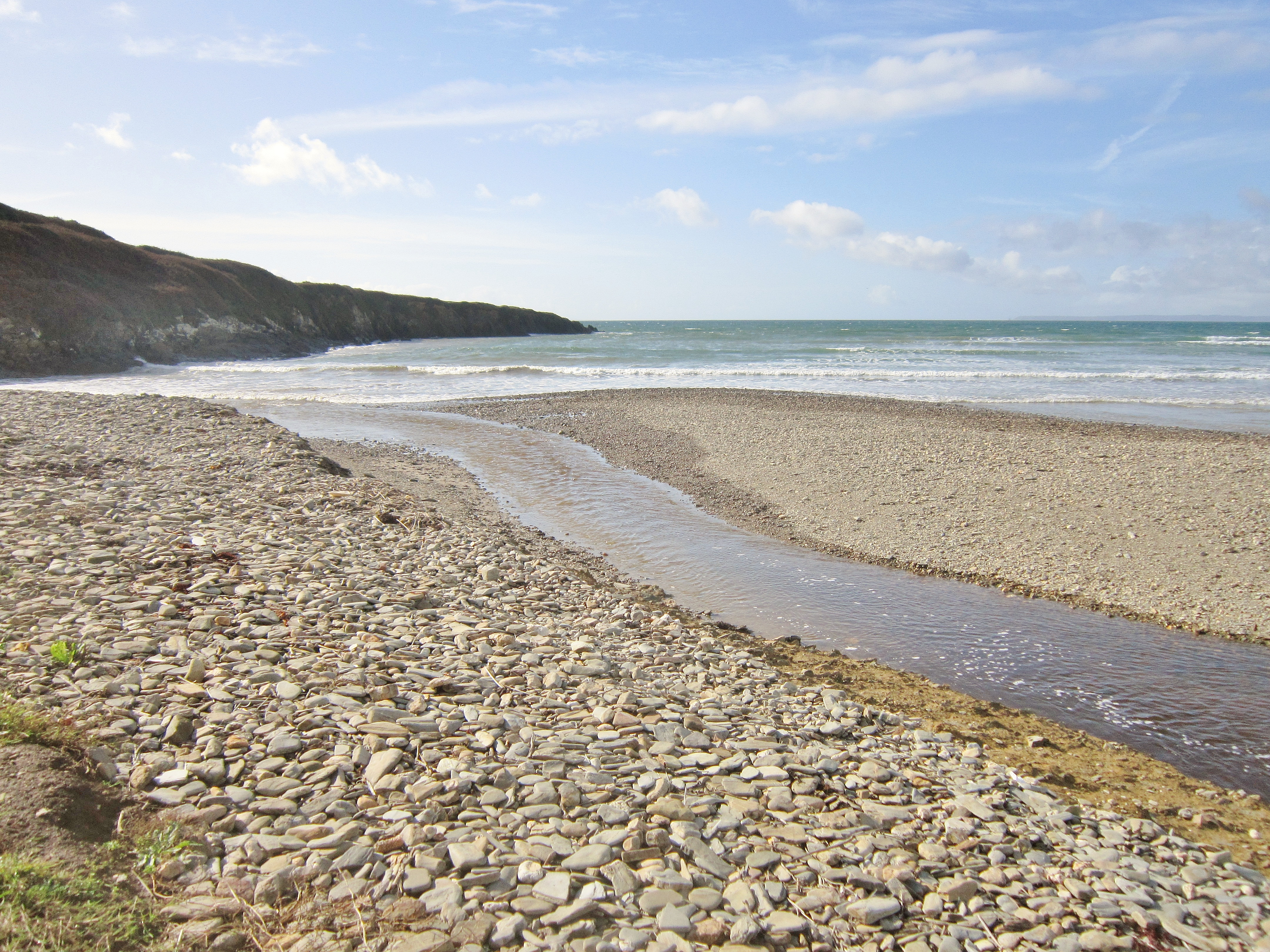
Anse de Kervijen : le fleuve côtier Kerharo à sa sortie du marais de Kervijen.
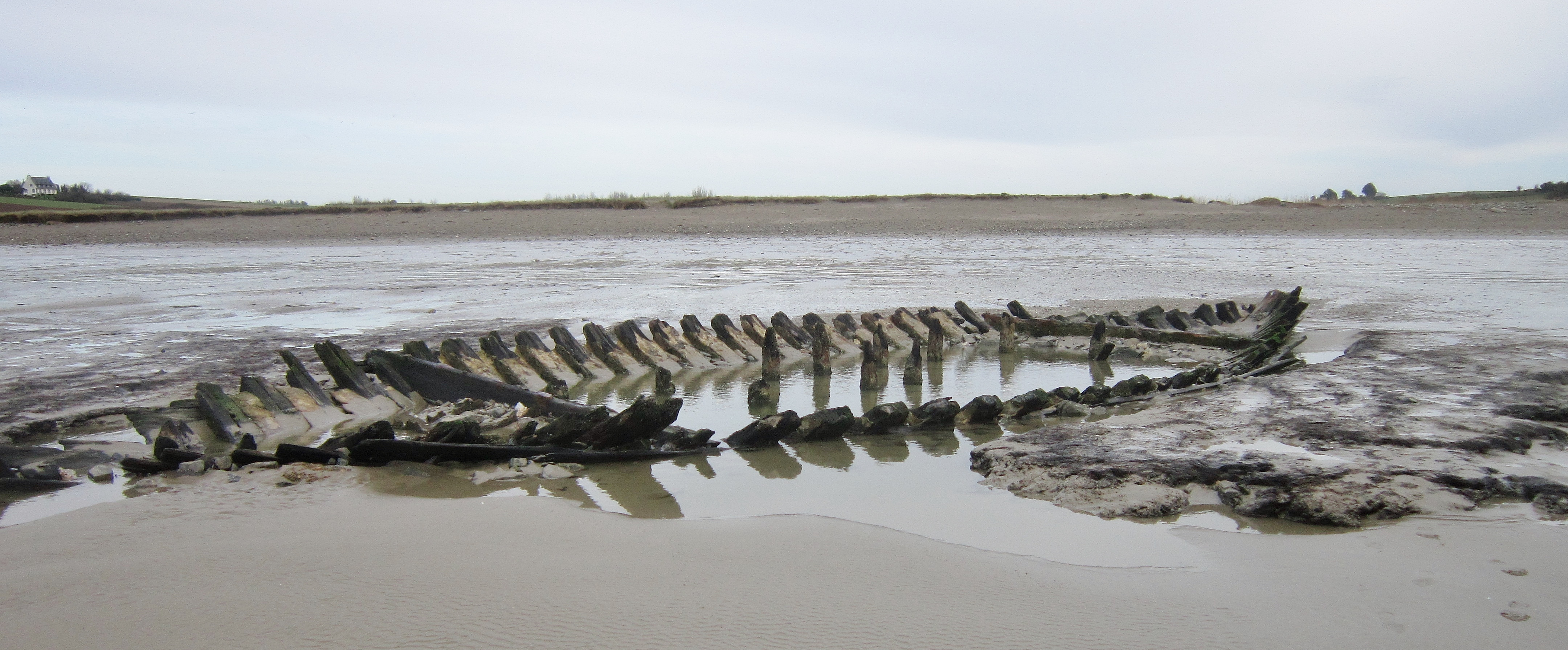
Plage de Kervijen : épave émergeant du sable à marée basse un jour d'amaigrissement de la plage.

### Hydrographie
Pour un article plus général, voir Réseau hydrographique du Finistère.
La commune est située dans le bassin Loire-Bretagne. Elle est drainée par le ruisseau de Kerharo et divers autres petits cours d'eau,.

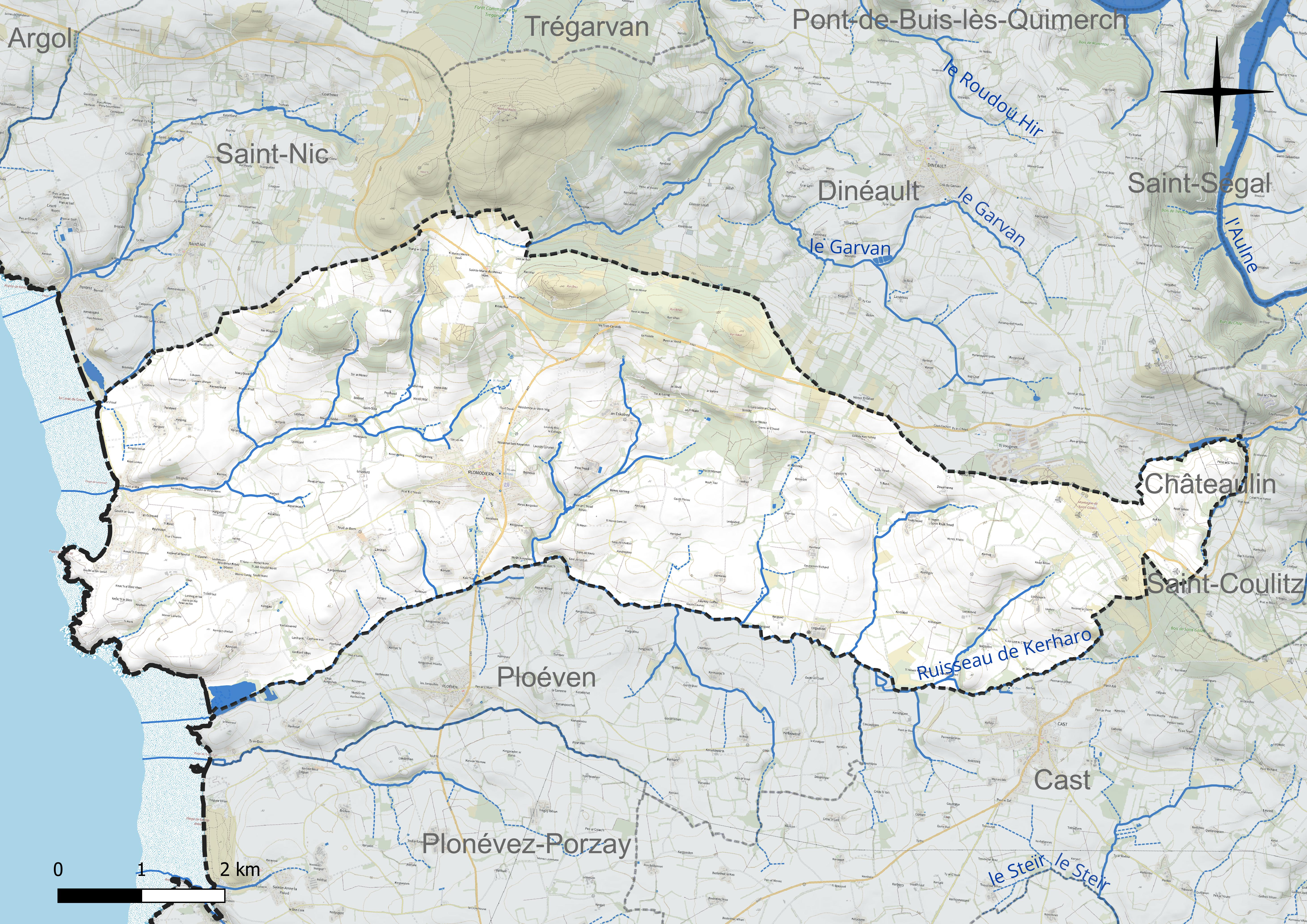
Réseau hydrographique de Plomodiern.

### Climat
Pour des articles plus généraux, voir Climat de la Bretagne et Climat du Finistère.
En 2010, le climat de la commune est de type climat océanique franc, selon une étude du CNRS s'appuyant sur une série de données couvrant la période 1971-2000. En 2020, Météo-France publie une typologie des climats de la France métropolitaine dans laquelle la commune est exposée à un climat océanique et est dans une zone de transition entre les régions climatiques « Finistère nord  » et « Bretagne orientale et méridionale, Pays nantais, Vendée ». Parallèlement l'observatoire de l'environnement en Bretagne publie en 2020 un zonage climatique de la région Bretagne, s'appuyant sur des données de Météo-France de 2009. La commune est, selon ce zonage, dans la zone « Littoral », exposée à un climat venté, avec des étés frais mais doux en hiver et des pluies moyennes.
Pour la période 1971-2000, la température annuelle moyenne est de 11,2 °C, avec  une amplitude thermique annuelle de 10,7 °C. Le cumul annuel moyen de précipitations est de 1 102 mm, avec 15,6 jours de précipitations en janvier et 8,3 jours en juillet. Pour la période 1991-2020, la température moyenne annuelle observée sur la station météorologique la plus proche, située sur la commune de Saint-Ségal à 13 km à vol d'oiseau, est de 11,8 °C et le cumul annuel moyen de précipitations est de 1 126,1 mm,. Pour l'avenir, les paramètres climatiques de la commune estimés pour 2050 selon différents scénarios d'émission de gaz à effet de serre sont consultables sur un site dédié publié par Météo-France en novembre 2022.

## Urbanisme

### Typologie
Au 1er janvier 2024, Plomodiern est catégorisée commune rurale à habitat dispersé, selon la nouvelle grille communale de densité à 7 niveaux définie par l'Insee en 2022.
Elle est située hors unité urbaine. Par ailleurs la commune fait partie de l'aire d'attraction de Pleyben - Châteaulin, dont elle est une commune de la couronne,. Cette aire, qui regroupe 18 communes, est catégorisée dans les aires de moins de 50 000 habitants,.
La commune, bordée par la mer d'Iroise, est également une commune littorale au sens de la loi du 3 janvier 1986, dite loi littoral. Des dispositions spécifiques d'urbanisme s'y appliquent dès lors afin de préserver les espaces naturels, les sites, les paysages et l'équilibre écologique du littoral, tel le principe d'inconstructibilité, en dehors des espaces urbanisés, sur la bande littorale des 100 mètres, ou plus si le plan local d'urbanisme le prévoit.

### Occupation des sols
L'occupation des sols de la commune, telle qu'elle ressort de la base de données européenne d'occupation biophysique des sols Corine Land Cover (CLC), est marquée par l'importance des territoires agricoles (83,6 % en 2018), en diminution par rapport à 1990 (84,5 %). La répartition détaillée en 2018 est la suivante : 
terres arables (48,6 %), zones agricoles hétérogènes (30,5 %), milieux à végétation arbustive et/ou herbacée (6,5 %), forêts (6 %), prairies (4,5 %), zones urbanisées (3,3 %), zones humides côtières (0,4 %), espaces ouverts, sans ou avec peu de végétation (0,2 %), zones industrielles ou commerciales et réseaux de communication (0,1 %). L'évolution de l'occupation des sols de la commune et de ses infrastructures peut être observée sur les différentes représentations cartographiques du territoire : la carte de Cassini (XVIIIe siècle), la carte d'état-major (1820-1866) et les cartes ou photos aériennes de l'IGN pour la période actuelle (1950 à aujourd'hui).

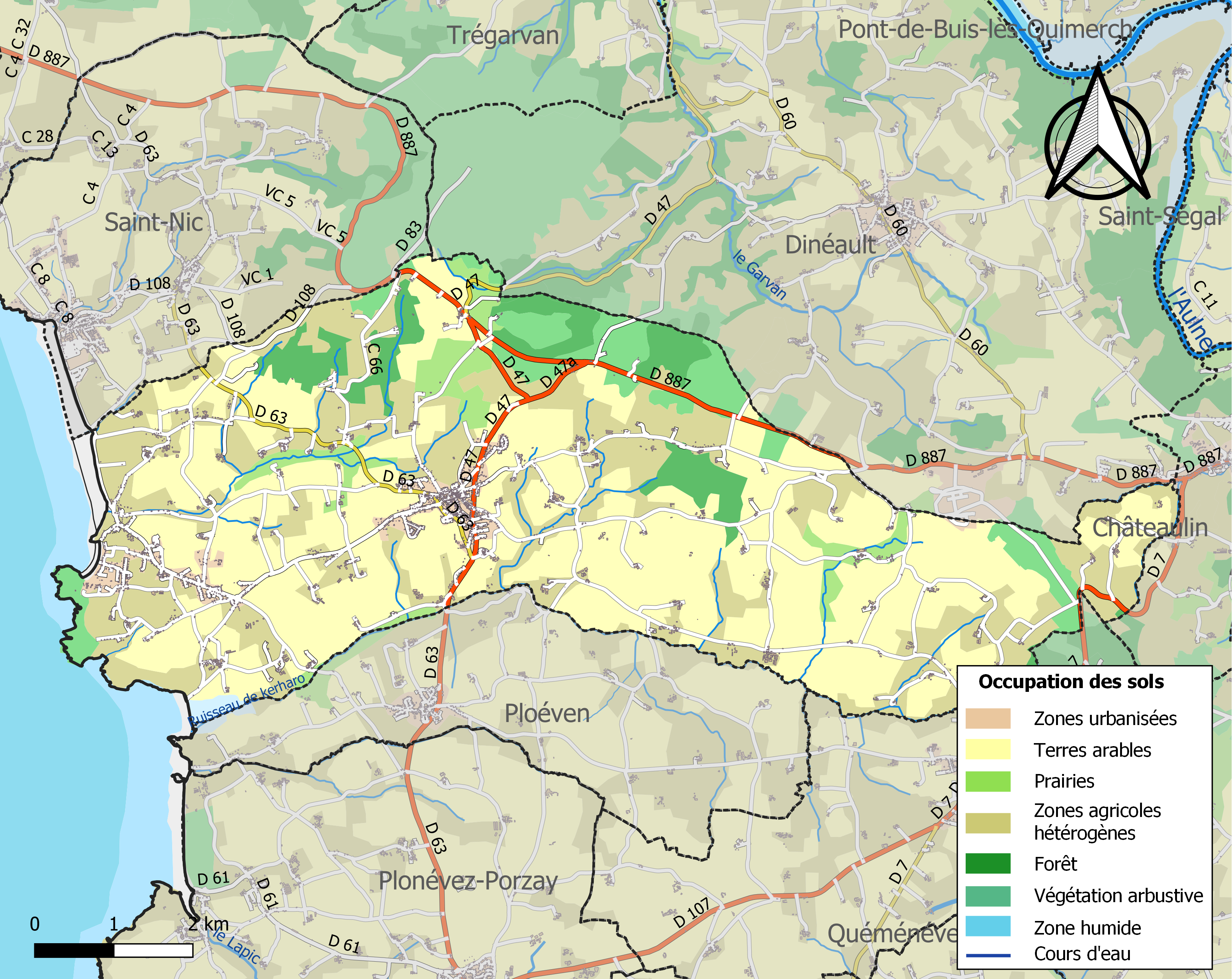
Carte des infrastructures et de l'occupation des sols de la commune en 2018 (CLC).

## Toponymie
Le nom de la localité est attesté sous les formes Ploemordien au IXe siècle, Ploemadiern en 1223 et 1229, Ploemodiern en 1296 et 1379, Ploediern en 1599.
La forme bretonne moderne du nom est Ploudiern. Le nom de Plomodiern provient du mot breton plou signifiant « paroisse » et peut-être de saint Modiern ou Maudiern, saint d'origine galloise qui serait né à Nantglyn, village du Denbighshire (pays de Galles) ; mais le nom provient plus probablement d'une déformation du nom brittonique Marc'h-Tiern ou machtiern ("chef garant"), du nom de Marc'h-Houarn ("chef au cheval de fer", c'est-à-dire cheval caparaçonné de bardes d'acier), sanctifié sous le nom de saint Mahouarn, qui est d'ailleurs le saint patron de la paroisse.
Saint Mahouarn est vénéré uniquement sur le pourtour du Porzay où des chapelles, fontaines et croix lui sont dédiées : une chapelle Loc-Mahouarn a existé au lieu-dit désormais dénommé Loc'h en Cast, en ruine dès le début du XIXe siècle, mais la fontaine située à proximité faisait encore l'objet de processions de dévotion vers 1950 ; une chapelle (en ruine vers 1900) et une fontaine Saint-Mahouarn existaient à Landanet au Juch (également disparues) ; une chapelle (disparue dès le XVIe siècle), une fontaine et un calvaire Saint-Mahouarn se trouvaient aussi à Lesvren en Plonévez-Porzay ; enfin et surtout l'église paroissiale, ainsi qu'une fontaine, portent le nom de Saint-Mahouarn à Plomodiern. Mais, saint breton trop obscur ou trop local, la plupart des lieux de vénération ont été renommés par l'église catholique, dédiés désormais à saint Magloire ou à saint Hervé. Mahouarn fut aussi un prénom porté dans le Porzay jusqu'au milieu du XIXe siècle.
Le nom du village de Lagatven en Plomodiern ne provient pas des mots bretons lagad (œil) et maen (pierre), donc d'une « pierre à œil », c'est-à-dire à cupules, ayant servi à un ancien culte préhistorique, comme on l'a longtemps cru. Sa graphie Langatguezen, trouvée dans un texte datant de 1426, prouve que le nom provient du vieux breton lan (ermitage) et du nom d'un saint breton inconnu du IXe siècle, dénommé Catweten (ou Catwethen, ou Catwezen).

## Histoire

### Légende
Au lieu-dit « Lescobet » (An Eskobed, en breton), un ermitage était la résidence de saint Corentin et la fontaine contenait un poisson extraordinaire : à chaque repas, l'ermite en mangeait un morceau et le poisson se reconstituait pour le lendemain. Il pouvait ainsi nourrir tous ceux qui empruntaient ce chemin, comme le roi Gradlon, qui y passa au cours d'une chasse. Quand il décida de fonder un évêché en Cornouaille, le roi fit appel à Corentin qui devint le premier évêque de Quimper.

### Préhistoire et Antiquité
Des haches à ailerons, ainsi que des fragments de bracelets et d'épées à encoches, datant de l'âge du bronze final, ont été découvertes à Kergoustance en Plomodiern dans une cachette de fondeur et d'autres à Kervijen par Paul du Châtellier. Deux tumuli (dont un de 36 mètres de diamètre sur 3 mètres de hauteur à Goarem-ar-Run  à 700 mètres au nord-est du bourg) et trois dolmens (dont un détruit et un renversé) à proximité de Sainte-Marie-du-Ménez-Hom sont aussi signalés par Émile Cartailhac.

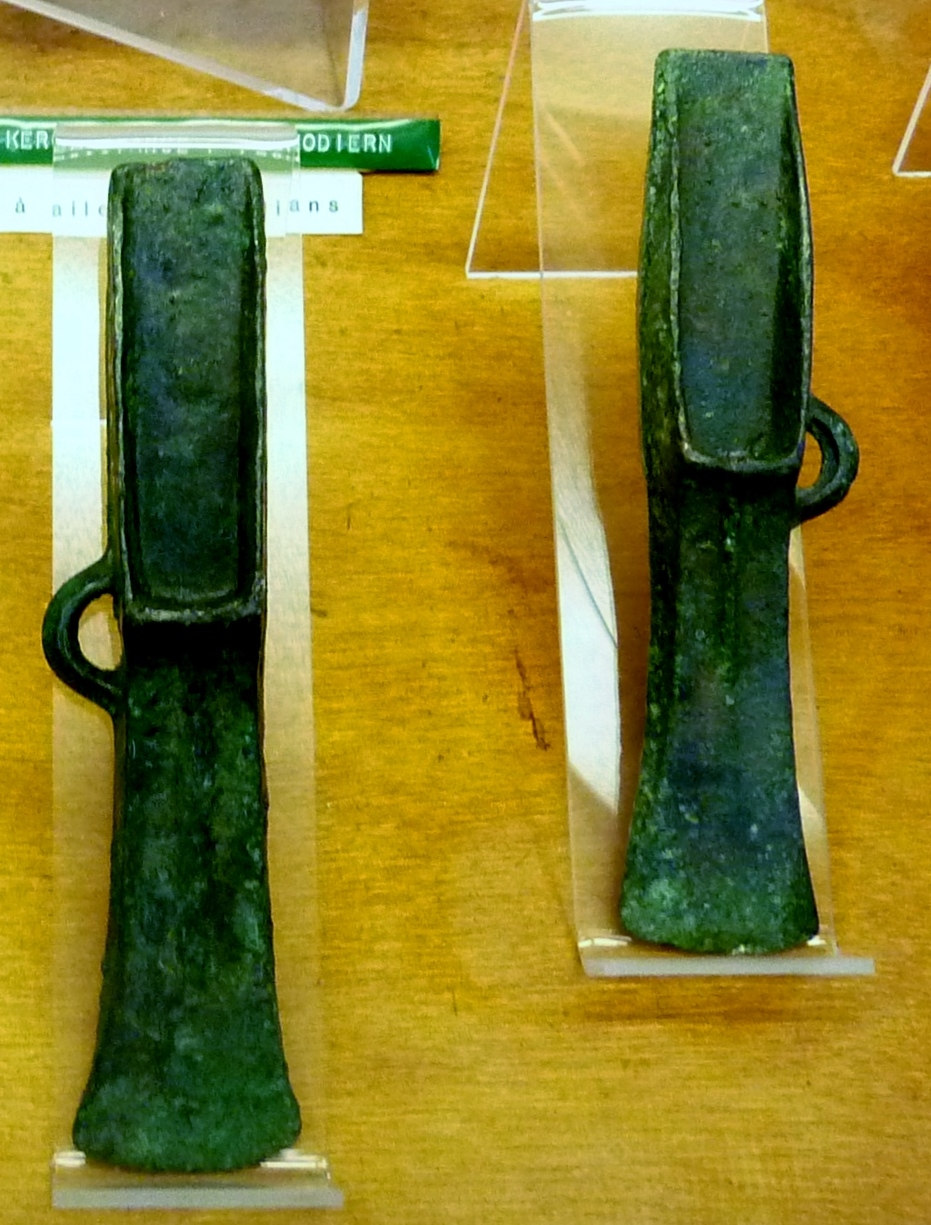
Haches à aileron trouvées dans le dépôt de Kergoustance en Plomodiern (Musée de la Préhistoire finistérienne de Penmarc'h).

Benjamin Girard indique la présence d'un petit camp retranché de forme rectangulaire (sans aucune précision de date, mais il s'agit d'un camp romain) sur le bord de la route allant de Plomodiern à Sainte-Marie-du-Ménez-Hom.
Une voie romaine, devenue par la suite route royale, allant de Douarnenez à Camaret passait par Plonévez-Porzay et Telgruc, longeant le littoral et passant même par la plage au niveau de la Lieue de Grève.

### Moyen-Âge
Jean-Baptiste Ogée écrit : « Quelques auteurs disent que cette paroisse existait dès l'an 434 et que Gradlon, qui régnait alors en Bretagne, donna une maison qu'il avait dans cet endroit pour en faire un monastère qui fut, quelques années après, habité par saint Corentin, premier évêque de Quimper. Dans le temps dont je parle, ce prélat vivait près de la montagne de Saint-Cofme [nom que portait alors le Ménez-Hom], dans une solitude située dans la forêt de Menner, qui refermait plus de terrein [terrain] que n'en occupe aujourd'hui la paroisse de Plomodiern ; il y a bien des siècles que cette forêt n'existe plus ».
Cette affirmation est reprise par Alexandre Bouët : saint Corentin aurait bâti un monastère sur un terrain, situé sur les pentes inférieures du Ménez-Hom, Runbras et Runbihan alors couvertes de forêt, donné par le roi Gradlon au pied du « Ménéhom, ou montagne de Saint-Com, montagne alors couverte de bois, qui malheureusement n'existent plus, et où l'on trouve encore des vestiges du culte druidique [en fait des mégalithes] ». Le roi Gradlon, égaré lors d'une chasse, aurait d'ailleurs rencontré saint Corentin qui aurait nourri toute sa suite grâce au miracle d'un petit poisson qui aurait suffisamment grossi pour nourrir tout le monde tout en restant intact.
Des historiens ont attribué au roi Gradlon la fondation de l'abbaye de Landévennec : dans un texte fort peu connu, Bachelot de la Pylaie a retrouvé à Plomodiern, c'est-à-dire sur les bords de l'ancienne palud, le souvenir d'un usage caractéristique en vigueur à la veille de la Révolution : « Nous rencontrons, au bord des sables de Pentrez, une grande roche (...) sur laquelle chaque nouvel abbé de Landévennec, entouré de ses confrères et des vassaux qui ressortaient de cette maison, répétait la formule de la prise de possession selon la coutume ordinaire des bénéficiers et là, faisant face à la baie de Douarnenez, il renouvelait ainsi les témoignages de la reconnaissance que les religieux de Landévennec conservaient au roi Gradlon, le fondateur de leur monastère. (...) Cette cérémonie, et surtout l'endroit où elle s'accomplissait, viennent se joindre aux traditions pour confirmer l'existence de la ville d'Ys dans ce somptueux bassin occupé maintenant par l'océan ».
Plomodiern fut une paroisse du haut Moyen-Âge qui englobait alors Saint-Nic.
Le fief de Kéménet [Quéménet] comprenait alors les paroisses de Saint-Nic, Plomodiern, Ploéven, Plounevez et une partie de Locronan, ainsi que Penhars.
Sept nobles de Plomodiern, tous archers en brigandine, représentaient Plomodiern à la montre de l'évêché de Cornouaille qui se tint à Carhaix les 4 et 5 septembre 1481 et sept également étaient présents ou représentés à celle des 15 et 16 mai 1562 qui se tint à Quimper.
Une révolte paysanne (jacquerie) éclata en 1489 en Cornouaille selon les dires du chanoine Jean Moreau : ce soulèvement paysan était contre l'introduction en Bretagne voulue par la noblesse de la loi féodale française substituée à la plus libérale "coutume du pays", le bail à domaine congéable. L'événement est ainsi décrit par l'historien Jean-Pierre Leguay: « Les paysans d'une quinzaine de paroisses dont Plouyé, Plonévez-du-Faou, Plomodiern, Saint-Nic, ... forment une "commune" qui se donne pour but de prendre Quimper et de la mettre à feu et à sang... Il est possible que "l'effroi" ait eu comme origine le congédiement par des propriétaires citadins de fermiers et convenanciers (...). ». La répression fut rapide et brutale.

### Époque moderne
Lors des Guerres de la Ligue, en décembre 1593, après avoir saccagé la ville du Faou, « pendant quinze jours, les paroisses de Châteaulin, Plomodiern, Plounévez, Quéménéven, Locronan, furent en quelque sorte saignées à blanc par une soldatesque effrénée. Les brigands "raflèrent" tout ce qu'ils rencontrèrent, ne laissant après eux "que ce qui était trop chaud ou trop pesant" ». Ces troupes de soldats brigands étaient commandées par Anne de Sanzay de la Magnane, capitaine du duc de Mercœur, qui avait obtenu la permission de passer avec ses troupes par Châteaulin.
Le prédicateur Julien Maunoir prêcha des missions à Plomodiern en 1656 et 1677.
Cette commune est connue pour des faits liés à la Révolte des Bonnets rouges en 1675.
Les multiples interdictions concernant les inhumations dans les églises, décidées par les Évêques dès la fin du XVIe siècle et par le Parlement de Bretagne en 1719 et 1721 suscitèrent parfois des réactions très violentes à l'encontre du clergé de la part des paroissiens : ce fut le cas à Plomodiern.
Un arrêt du Conseil du roi en date du 13 mars 1742, « portant règlement pour les Toiles à voiles qui se fabriquent à Lokornan, Poulan, Plonevez, Porzay, Mahalon, Melard, Plomodiern, Ploveren, Saint-Nie, Cast, Quemeneven, Guengat et autres lieux des environs en Bretagne » ordonne « que les dites Toiles feront marquées aux deux bouts des noms et demeures des fabriquans, ou de ceux qui font fabriquer» et « marquées comme deffus de la marque du bureau [des toiles] ».
La « maladie de Brest » (le typhus) gagna en février 1758 la presqu'île de Crozon et dans les premiers jours de mars se répandit dans la subdélégation du Faou. « Le 19 mars il a déjà envahi Ploumodiern [Plomodiern], Ploéven, Plounévez-Porzay, Locronan, Saint-Nic, Dinéaud [Dinéault]. Le chirurgien envoyé dans cette région compte déjà 73 morts et 100 malades à Plounévez-Porzay, 117 morts et 127 malades à Ploumodiern, 35 morts à Ploéven ».
En 1759, une ordonnance de Louis XV ordonne à la paroisse de Plomodiern de fournir 30 hommes et de payer 196 livres pour « la dépense annuelle de la garde-côte de Bretagne ».

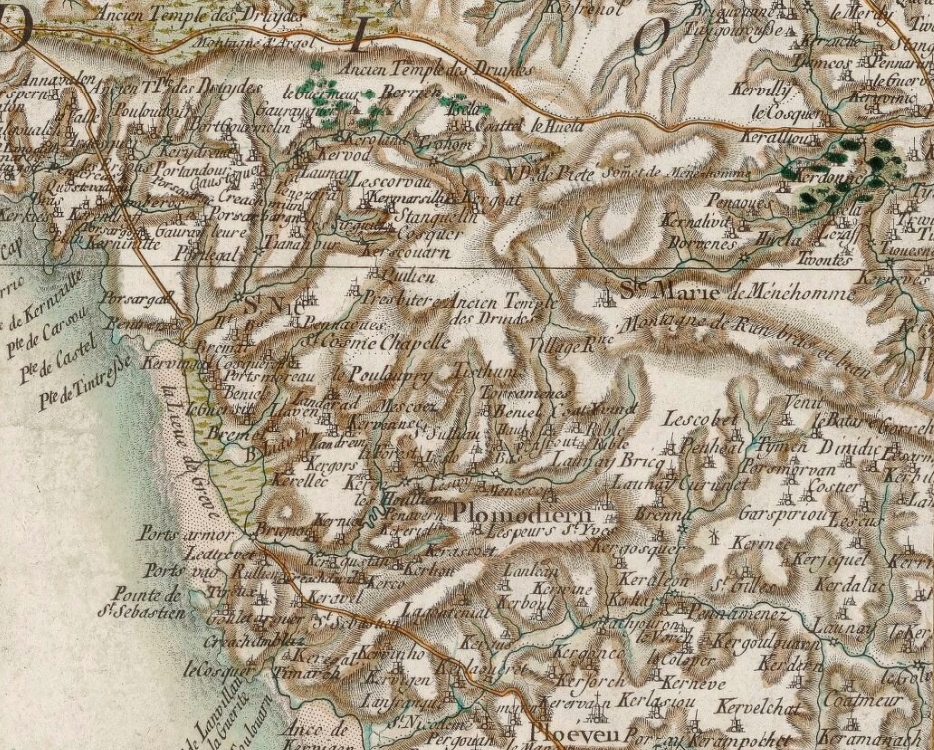
Carte de Cassini de Saint-Nic et Plomodiern (1784).

Le manoir de Menescop en Plomodiern faisait partie du domaine seigneurial de l'évêché de Cornouaille.
Jean-Baptiste Ogée décrit ainsi Plomodiern en 1778 :

« Plomodiern; à 4 lieues un tiers au nord-ouest de Quimper, son évêché ; à 42 lieues de Rennes ; et à 2 lieues un tiers de Châteaulin, sa subdélégation et son ressort. On y compte 1 900 communiants ; la cure est à l'Ordinaire. (...) Ce territoire est borné à l'ouest par la mer, au nord et à l'est par les montagnes de Meneham [ Menez-Hom ] : quelques terres en labeur, des rochers et des landes, voilà ce qu'il présente à la vue. »

### Révolution française
Par décret de l'Assemblée constituante en date du 12 août 1792 « Plomodiern, auquel seront réunies les paroisses de Ploëven et Saint-Nic, comme succursales avec leurs anciens territoires, sauf les parties qui en sont distraites pour être réunies à Châteaulin et Cast, réunissant au territoire actuel de la succursale de Ploëven tous les villages de Plomodiern situés à l'ouest du grand chemin de Locronan à Laubrac [Lanfrank probablement] jusqu'à la Lieue de Grève » forme une paroisse unique.

### LeXIXesiècle
En 1832 le conseil municipal de Plomodiern admet qu'« une école primaire serait de la plus grande utilité au bourg ».
A. Marteville et P. Varin, continuateurs d'Ogée, décrivent ainsi Plomodiern en 1845 :

« Plomodiern : commune formée de l'ancienne paroisse de ce nom ; aujourd'hui succursale. (...) Principaux villages : Liaven, Brigno, Creac'hguino, Kerdigon, Launay, Lez-Armenez, Toulhoat, Coatninou. Superficie totale : 4 657 hectares dont (...) terres labourables 1 423 ha, prés et pâturages 221 ha, vergers et jardins 16 ha, bois 103 ha, landes et incultes 2 607 ha (...). Moulins : 17 (de Kergustang, de la Forêt, du Rible, de Ponfane, de Kereno, du Cosquer, de Lescus, de Launay, Vert, à eau ; de Lescus, à vent. Plomodiern faisait partie de l'ancien pays du Portzay. C'est une commune vaste, mais aux trois cinquièmes couverte de landes qui, pour la plupart, s'étendent au pied de la montagne dite le Menehom, l'une des plus élevées de la Bretagne. Dans cette partie de la commune est la petite chapelle Sainte-Marie-de-Menehom qui, bien que fréquentée par de nombreux pèlerins, est, ainsi que l'église, en fort pauvre état. Cette paroisse est sous l'invocation de saint Mahouarn, ou Mahorn, ou Mahouern, et l'on peut, sans trop se hasarder, dire qu'elle tire son nom de celui de son saint patron : Plomahouern a très bien pu devenir, par corruption, Plomodiern (...). La route de Quimper à Lanvéoc traverse la partie ouest de Plomodiern, se dirigeant du sud-est au nord-ouest ; elle trace son sillon sur la grève de la belle baie de Douarnenez et forme ce qu'on appelle la lieue de grève [plages de Lestrevet et Pentrez], bien que cette partie de la route n'ait pas plus d'une demi-lieue. À gauche de la route, et près de son entrée dans la baie de Douarnenez, est le fort Saint-Sébastien, qui défend le fond de cette belle baie. Malgré la proximité et l'emploi des engrais de mer, l'agriculture fait peu de progrès en Plomodiern ; mais il faut reconnaître que le sol est mal disposé à payer l'homme des efforts qu'il ferait pour le fertiliser. Cependant la culture des pommes de terre a pris depuis quelque temps beaucoup d'extension, bien qu'on en soit pas encore venu à en faire assez pour pouvoir en exporter. Il y a foire à Plomodiern le 10 mai, et à Sainte-Marie-du-Menehom les 17 juin, 10 août et 9 septembre. Géologie : le grès domine dans toute cette commune, notamment du côté de Sainte-Marie ; dans le surplus, c'est le terrain tertiaire moyen. On parle le breton. »

En 1852, J.-M.-P.-A. Limon indique que les habitants de Plomodiern coupent tous les ans, conformément aux décisions du conseil municipal les « herbes marines » (goémon).
En 1884, le maire de Plomodiern fit grimper au clocher pour carillonner en l'honneur de la Fête nationale ; le recteur, qui lui avait refusé les clefs de l'église, fit sonner le glas.
Le recteur de Plomodiern, Nicolas, ayant demandé qu'une parcelle du bras de Saint Corentin, une relique qui se trouvait dans la cathédrale Saint-Corentin de Quimper, fut remise à la chapelle en cours d'érection [la chapelle Saint-Corentin] au lieu où le saint passa sa jeunesse, elle arriva le 22 juillet 1893 à Ploéven et transportée en procession à Plomodiern lors d'une cérémonie présidée par Mgr Valleau.
Le ramassage du goémon provoquait parfois de violentes disputes. Ainsi en 1892 lorsque des marins de Morgat vinrent en couper à la pointe de Talagrip, « les riverains, furieux de leur voir enlever cette récolte de la mer, s'assemblèrent au nombre d'au moins deux cents, armés de bâtons, de bêches, de fusils. Les marins de Morgat rembarquèrent au plus vite. Ils étaient déjà à deux cents mètres quand une balle vint frapper la cuisse de l'un d'eux, Jean Drevillon, âgé de vingt-quatre ans. On l'a transporté chez lui fort malade ».
En novembre et décembre 1898 une épidémie de scarlatine frappa une quarantaine d'élèves des écoles communales de Cast et touchant aussi des adultes, provoquant quelques décès. Les écoles furent fermées temporairement. Quelques cas survinrent aussi dans les communes voisines de Plomodiern et Quéménéven, dont quelques enfants fréquentaient les écoles de Cast.
Un bureau télégraphique ouvre à Plomodiern en 1899.

### LeXXesiècle

#### La Belle Époque

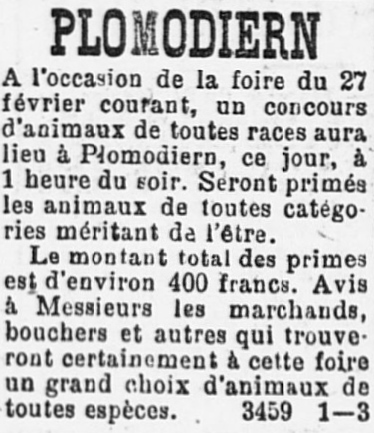
Organisation d'un concours d'animaux à Plomodiern en 1905 (journal L'Ouest-Éclair).

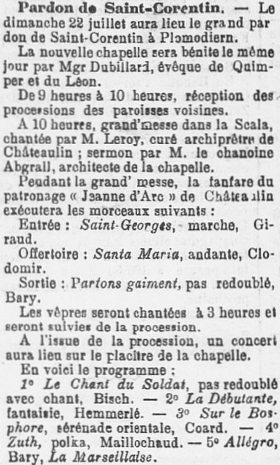
Le programme du pardon inaugural de la nouvelle chapelle Saint-Corentin (22 juillet 1900)

Une description du pardon de la chapelle Saint-Corentin organisé le 22 juillet 1900, présidé par Mgr Dubillard, évêque de Quimper, qui se déplaça afin de bénir la nouvelle chapelle (construite entre 1898 et 1900 d'après le projet du chanoine Jean-Marie Abgrall), est consultable dans le journal L'Ouest-Éclair : « Dès huit ou neuf heures du matin on pouvait voir sur toutes les routes, venant de toutes les directions, une foule de gens accourant à la fête ».
Le 26 mai 1901 un service d'automobile commença à fonctionner entre Châteaulin et Crozon : « le départ de Crozon a lieu le matin vers sept heures et le retour de Châteaulin vers cinq heures du soir. Le trajet est effectué en moins de deux heures, en desservant les bourgs de Telgruc, Saint-Nic et Plomodiern. (...) La voiture, qui est très confortable, peut contenir dix places au maximum ».

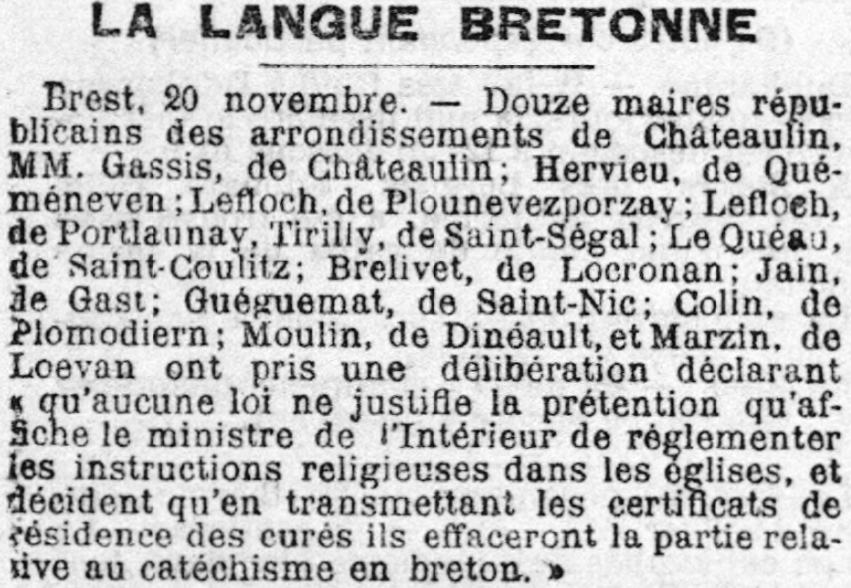
Protestation de 12 maires de l'arrondissement de Châteaulin (dont le maire de Plomodiern) qui déclarent refuser d'indiquer sur les certificats de résidence des curés s'ils utilisent la langue bretonne lors de l'instruction religieuse (catéchisme, sermons).

En réponse à une enquête épiscopale organisée en 1902 par Mgr Dubillard, évêque de Quimper et de Léon en raison de la politique alors menée par le gouvernement d'Émile Combes contre l'utilisation du breton par les membres du clergé, le recteur de Plomodiern, Cécilien Péron, écrit : « Les maîtres d'école devraient donner leurs explications en breton, du moins les premières années, pour réussir à apprendre le français à leurs élèves ». Il ajoute qu'il fait quelquefois des recommandations en français à l'intention ds « étrangers » non-bretonnants parce qu'à son « grand regret » il ne peut pas faire autrement au milieu d'une population qui ne sait que le breton.
Par arrêté du préfet du Finistère, l'école publique de Plomodiern, tenue jusque-là par les religieuses des Filles du Saint-Esprit, est laïcisée le 6 septembre 1902. Le 26 décembre 1902 trois religieuses de la Congrégation du Saint-Esprit furent condamnées à des peines d'amende par le tribunal de Châteaulin pour avoir maintenu ouvert des écoles congréganistes à Plomodiern, Cléden-Poher et Cast en dépit de la loi sur les congrégations.
Une épidémie de variole survint à Plomodiern en décembre 1904.
La sortie de la messe un dimanche de l'été 1907 à Plomodiern est ainsi décrite : « C'était l'heure de la sortie de la messe, et les fidèles se groupaient sur les marches usées, tous en costumes, les hommes en gilets bleu-de-roi à deux rangs de boutons dorés et à pattes de broderies jaunes, les femmes en bonnet brodé et les petites filles en bonnet à trois pièces, pailletées d'or ou d'argent ».
Un décret ministériel du 21 janvier 1912 attribue, à défaut de bureau de bienfaisance, les biens ayant appartenu à la mense de l'église de Plomodiern, qui étaient placés sous séquestre, à la commune de Plomodiern. Un bureau de bienfaisance est créé par décret en date du 1er avril 1914, sa dotation étant constituée par les biens ayant appartenu à la fabrique de l'église.

#### La Première guerre mondiale
Le monument aux morts de Plomodiern porte les noms de 142 soldats morts pour la France pendant la Première Guerre mondiale.

#### L'Entre-deux-guerres
Le tronçon à voie métrique allant de Châteaulin à Crozon de la ligne ferroviaire de Carhaix à Camaret-sur-Mer ouvre le 12 août 1923 ; des gares ou haltes ferroviaires existaient à Kerhillec, Plomodiern-Ploéven, Saint-Nic, Argol, Telgruc, Tal-ar-Groas et Crozon-Morgat ; la ligne est prolongée en 1925 jusqu'à Camaret ; elle ferma le 10 avril 1967.
En juillet 1925 le résultat des élections municipales de Plomodiern du 3 mai 1925 fut annulé par le conseil de préfecture en raison « des irrégularités et manœuvres (...) de nature à fausser le résultat du scrutin ».
Le pont sur le ruisseau de Kerharo, sur l'actuelle route départementale n°34, entre Ploéven et Plomodiern, fut emporté par une crue en décembre 1929, rendant les communications pratiquement impossibles entre les deux communes jusqu'à sa reconstruction.
En janvier 1930, sur la Lieue de Plage près de Lestrevet, à la suite de nombreux prélèvements de sable effectués par les paysans pour amender leurs terres et de l'amaigrissement de la plage provoqué également par des tempêtes, l'épave d'un vaisseau du XVIIIe siècle apparut le temps de quelques marées basses avant de disparaître, à nouveau enfouie dans le sable.

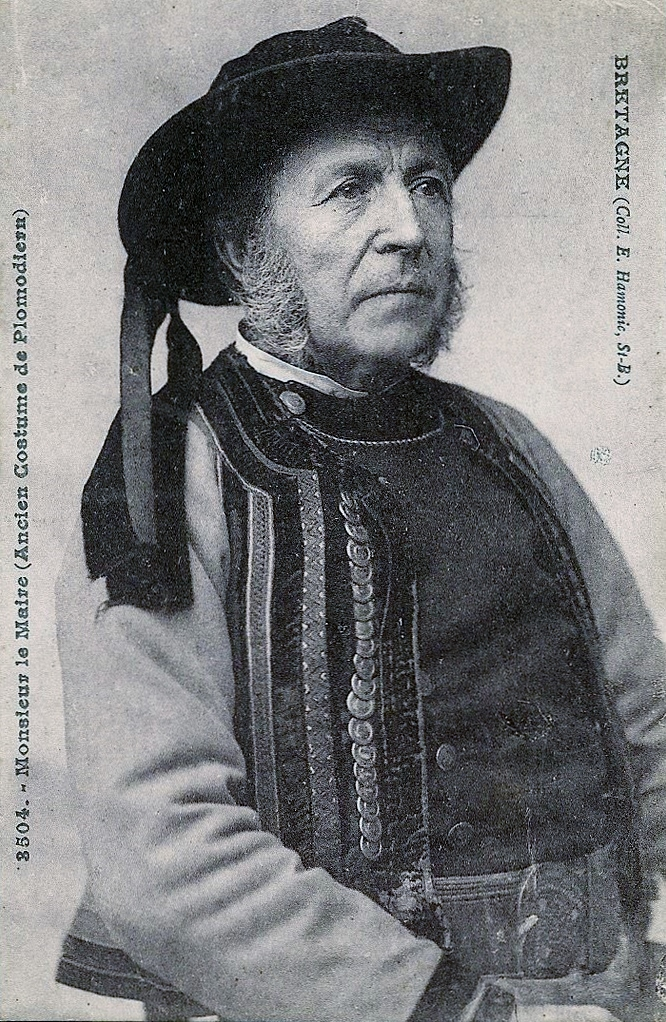
Un ancien maire de Plomodiern en costume traditionnel (carte postale Émile Hamonic, vers 1920).
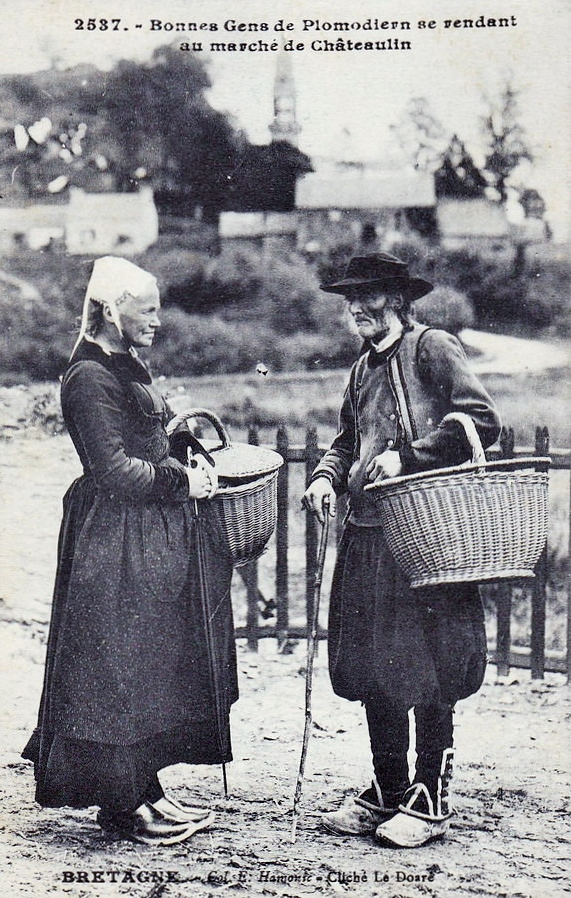
Bonnes gens de Plomodiern se rendant au marché de Châteaulin (carte postale Émile Hamonic, vers 1920).
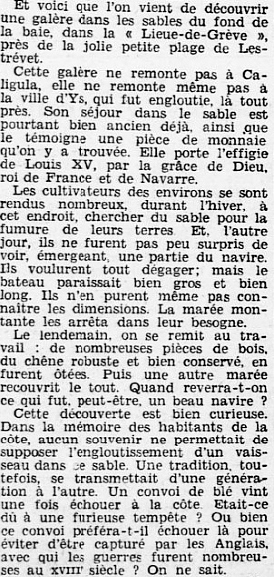
Extrait d'un article du journal L'Ouest-Éclair du 12 janvier 1930 relatant la découverte d'une épave d'un vaisseau du XVIIIe siècle sur la Lieue de Grève près de Lestrevet.
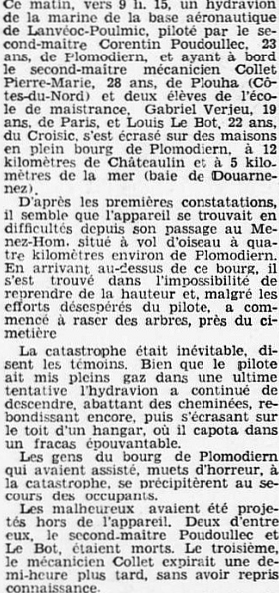
Extrait du journal L'Ouest-Éclair du 13 janvier 1939 relatant l'accident d'hydravion survenu en plein bourg de Plomodiern.

Les "Chemises vertes" dorgéristes furent actives à Plomodiern pendant la décennie 1930. Plomodiern accueillit aussi trois groupes de réfugiés républicains espagnols en 1937.
Le 12 janvier 1939, un hydravion de la base de Lanvéoc-Poulmic s'écrasa à Plomodiern, l'accident fit 3 morts et 1 blessé.

#### La Seconde guerre mondiale
Le monument aux morts de Plomodiern porte les noms de 36 personnes mortes pour la France pendant la Seconde Guerre mondiale.

##### Les résistants de Plomodiern

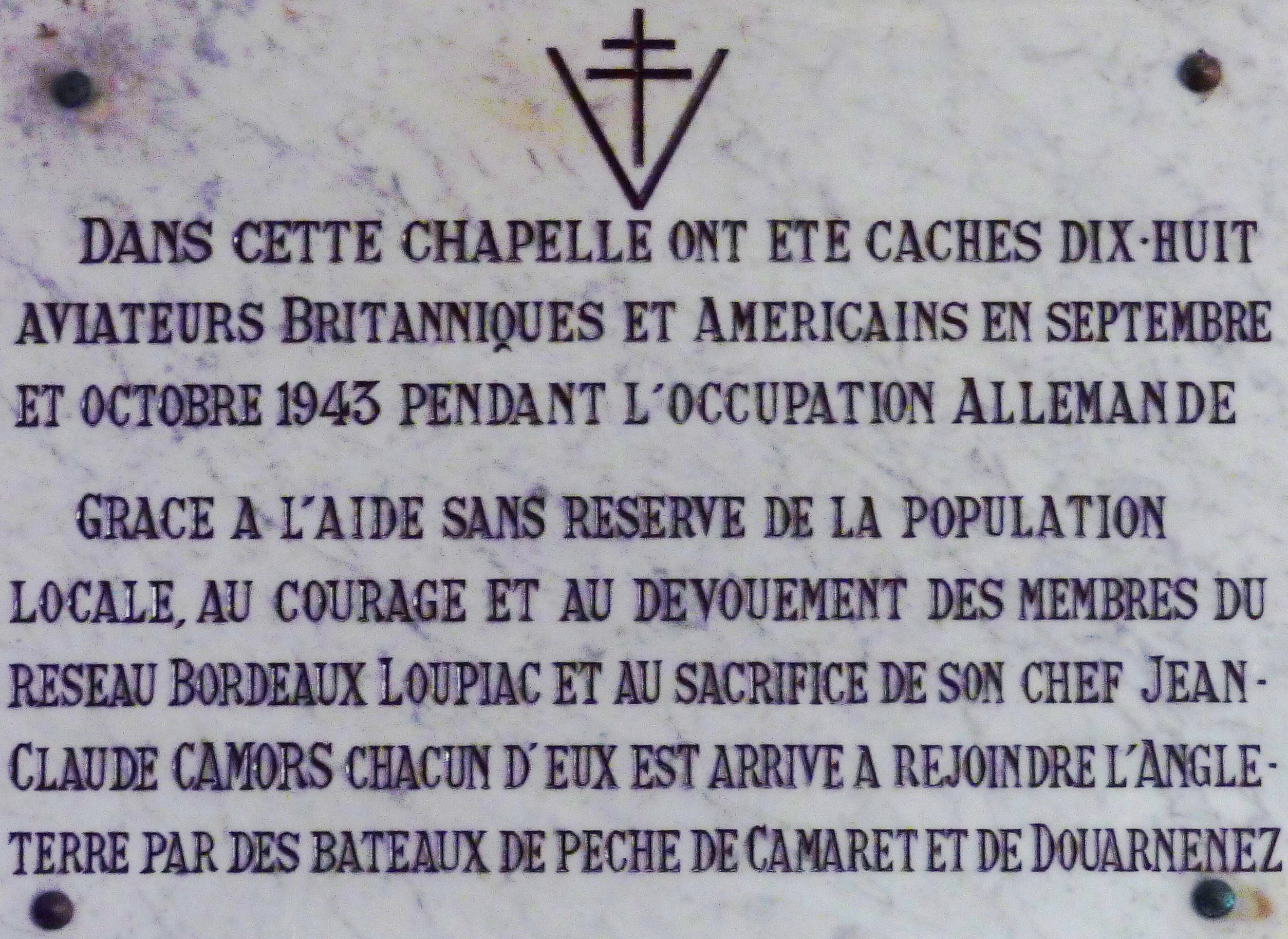
Plaque commémorative de la Résistance rappelant la cache des aviateurs alliés dans la chapelle Sainte-Marie-du-Ménez-Hom.

La famille Vourc'h a joué un rôle important, les parents et leurs neuf enfants s'engageant tous dans la Résistance : 
- Antoine Vourc'h (le père), né le 8 novembre 1885 à Guipavas, fils d'un paysan du Léon, fit l'École de santé navale et milita au Sillon de Marc Sangnier ; après la débâcle, il participa au réseau Johnny  puis à la Confrérie Notre-Dame, un autre réseau de renseignements ; poursuivi par la Gestapo, il se réfugia en Afrique du Nord où organisa un service de renseignement en Tunisie et en Algérie avant le débarquement allié en Afrique du Nord, puis devint membre des Forces françaises libres. Il fut décoré de la Croix de guerre, de la Légion d'honneur, de la Military Cross et de la Military Medal. Après la Seconde guerre mondiale, il participe à la création du Mouvement républicain populaire (MRP) et devint conseiller général du Finistère, membre de la Première Assemblée nationale constituante, puis fut sénateur du Finistère de 1946 à 1955. Il est décédé le 20 juillet 1964 à Plomodiern[69].
- Sa femme, née Marguerite Le Doaré le 11 juin 1893, passa en janvier 1941 en conseil de guerre pour avoir refusé de serrer la main d'un soldat allemand ; en février 1941, elle participe avec Robert Alaterre et Jean Le Roux à la création du réseau Johnny jusqu'à son démantèlement en juillet 1942, puis au réseau Bordeaux-Loupiac dirigé par Jean-Claude Camors, puis au réseau Jade-Amicol, filières d'évasion d'aviateurs alliés[70]. En février 1944, elle échappa de justesse à la Gestapo et dut se cacher dans la campagne bretonne. Elle fut décorée de la Croix de guerre, de la Médaille de la Résistance, de la King's Medal for Courage et de la médaille de la Liberté. Elle est décédée le 19 février 1950[71].
- Guy Vourc'h, né le 2 mars 1919 à Plomodiern ; abandonnant ses études de médecine, il s'évada vers l'Angleterre sur la Petite Anna depuis Douarnenez en octobre 1940, avec son frère Jean et quatre amis ; après avoir été pendant un an agent au Political Intelligence Department de Londres, il signa son engagement dans le 1er BFMC du commandant Kieffer en avril 1942, y devenant le chef de la troop 1. Le 6 juin 1944, au Débarquement de Normandie, il est blessé sur la plage de Ouistreham. Il rejoindra sa troop le 8 août pour la prise de  Bavent et l'avancée vers la Seine. Au débarquement de Flessingue en Hollande le 1er novembre 1944, il commanda la troop 6  chargée de  l'objectif central pour la capture de la ville. Il reçut les décorations suivantes : Légion d'Honneur (1944), Croix guerre 39-45 (deux citations à l'ordre de l'Armée), Rosette de la Résistance, Médaille des Combattants Volontaires de la Résistance, Médaille de la France Libre, Médaille des évadés, et la Military Cross britannique (1944). Après la guerre, il devint l'un des pionniers français dans le domaine de l'anesthésie, exerçant à l'hôpital Foch. Nommé professeur de médecine en 1966 et à l'Académie nationale de médecine en 1984, il  est décédé le 3 juillet 1988[72].
- Jean Vourc'h, né le 27 février 1920 à Plomodiern fut engagé volontaire en décembre 1939, blessé par un éclat d'obus pendant la campagne de France, s'enfuit en Angleterre sur la Petite Anna depuis Douarnenez en octobre 1940. Membre de la 2e DB, il fut blessé le 23 août 1944 sur la route en direction de Paris et décéda à l'hôpital du Mans. Il est Compagnon de la Libération[73].
- Paul Vourc'h, né en juin 1923, part pour l'Angleterre le 28 novembre 1941 en compagnie de trois autres résistants en embarquant à Concarneau sur le bateau de pêche Veac'h Vad de Sébastien Briec[74], afin de rejoindre le sous-marin anglais Sea Lion au large des Glénan. Membre de la 1re division française libre, il combat à Bir-Hakeim, puis participe à la Campagne de Tunisie, puis à la Campagne d'Italie et au débarquement de Provence (il est le premier à entrer dans Hyères), puis participe aux combats dans la vallée du Rhône et jusqu'en Alsace où il est fait prisonnier par les Allemands à Obenheim, mais parvient à s'évader. Après la Seconde Guerre mondiale, il est en 1946 membre du cabinet de Jean Sainteny, alors commissaire de la République à Hanoï, puis travaille pour la Compagnie Louis-Dreyfus. Il est décédé en mai 1953[75].
- Yves Vourc'h, né le 1er juillet 1924 à Brest ;  à Quimper, la chambre de lycéen d'Yves Vourc'h et de son frère Paul fut le premier lieu d'émission radio clandestine du réseau Johnny jusqu'au 12 avril 1941. Yves Vourc'h gagna lui aussi l'Angleterre en janvier 1944, faisant partie des volontaires partis de Tréboul sur le Breiz Izel, à l'âge de 19 ans et devint fusilier marin, faisant partie des commandos Kieffer, participant lui aussi au Débarquement de Normandie, puis se battant jusqu'aux Pays-Bas jusqu'à la fin de la Seconde guerre mondiale. Il fut décoré de la Légion d'honneur, de la croix de guerre, de la médaille de la Résistance et de la médaille de la Liberté. Il est décédé à Plomodiern le 19 novembre 1998[76].

Parmi les autres résistants de Plomodiern, Pierre Philippon, Jean de La Patellière, Joseph Le Bris (parti aussi sur le Breiz Izel vers l'Angleterre en janvier 1944) et Pierre Drevillon coopérèrent aussi au réseau Johnny, ainsi qu'Yvonne Le Roux; qui fut arrêtée le 8 avril 1942 à Plomodiern. Corentin Briand fut déporté au camp de concentration de Neuengamme où il décéda le 3 mars 1945.
François Balès résistant originaire d'Ergué-Gabéric, fut tué le 29 août 1944 près de Plomodiern lors des combats de libération de la presqu'île de Crozon.
Roger Colin, né le 5 mai 1921 à Plomodiern, fut déporté depuis Rennes au début du mois d'août 1944 vers le camp de concentration de Neuengamme, puis à Wilhelmshaven ; il est décédé le 13 avril 1945 à Stade (Allemagne).
Un monument commémoratif en granit, sculpté par Guy Pavec, de Landudec, a été inauguré en 1989, à Sainte-Marie-du-Ménez-Hom.

#### L'après Seconde Guerre mondiale
Huit soldats et marins originaires de Plomodiern sont morts pour la France pendant la Guerre d'Indochine ; Corentin Marchadour, adjudant au 16e régiment d'infanterie coloniale, y était auparavant décédé le 12 mars 1945 à Quinhan (Annam).

## Politique et administration

### Résultats des élections municipales
2020 : Plomodiern ensemble 58,66% - Un nouveau souffle pour plomodiern 41,34%.

### Héraldique
La devise est Advevañ 'rin bemdez, elle signifie « Chaque jour je revivrai », comme le poisson de Saint Corentin (Sant Kaourintin)
| Blason de Plomodiern | Blason  | De sinople à la mitre d'argent bordée d'or, accostée de deux épis de blé du même et soutenue d'un poisson aussi d'argent, à la champagne ondée d'azur sommée d'une onde d'or; au chef ondé d'hermine. Devise / CriAdvevañ 'rin bemdez |
| Blason de Plomodiern | Détails | Conception : Y.Clerc'h. Le statut officiel du blason reste à déterminer. |

## Démographie
L'évolution du nombre d'habitants est connue à travers les recensements de la population effectués dans la commune depuis 1793. Pour les communes de moins de 10 000 habitants, une enquête de recensement portant sur toute la population est réalisée tous les cinq ans, les populations de référence des années intermédiaires étant quant à elles estimées par interpolation ou extrapolation. Pour la commune, le premier recensement exhaustif entrant dans le cadre du nouveau dispositif a été réalisé en 2004.
En 2022, la commune comptait 2 254 habitants, en évolution de +8,21 % par rapport à 2016 (Finistère : +2,16 %, France hors Mayotte : +2,11 %).
| 1793  | 1800  | 1806  | 1821  | 1831  | 1836  | 1841  | 1846  | 1851  |
| ----- | ----- | ----- | ----- | ----- | ----- | ----- | ----- | ----- |
| 1 658 | 2 011 | 2 042 | 2 037 | 2 701 | 2 602 | 2 663 | 2 663 | 2 785 |

| 1856  | 1861  | 1866  | 1872  | 1876  | 1881  | 1886  | 1891  | 1896  |
| ----- | ----- | ----- | ----- | ----- | ----- | ----- | ----- | ----- |
| 2 786 | 2 670 | 2 648 | 2 588 | 2 764 | 2 786 | 2 912 | 2 949 | 2 984 |

| 1901  | 1906  | 1911  | 1921  | 1926  | 1931  | 1936  | 1946  | 1954  |
| ----- | ----- | ----- | ----- | ----- | ----- | ----- | ----- | ----- |
| 2 937 | 2 832 | 2 855 | 2 743 | 2 728 | 2 554 | 2 505 | 2 541 | 2 224 |

| 1962  | 1968  | 1975  | 1982  | 1990  | 1999  | 2004  | 2006  | 2009  |
| ----- | ----- | ----- | ----- | ----- | ----- | ----- | ----- | ----- |
| 2 283 | 2 099 | 1 922 | 1 963 | 1 912 | 2 076 | 2 101 | 2 122 | 2 182 |

| 2014  | 2019  | 2022  | - | - | - | - | - | - |
| ----- | ----- | ----- | - | - | - | - | - | - |
| 2 101 | 2 245 | 2 254 | - | - | - | - | - | - |

## Tourisme

### Lieux et monuments

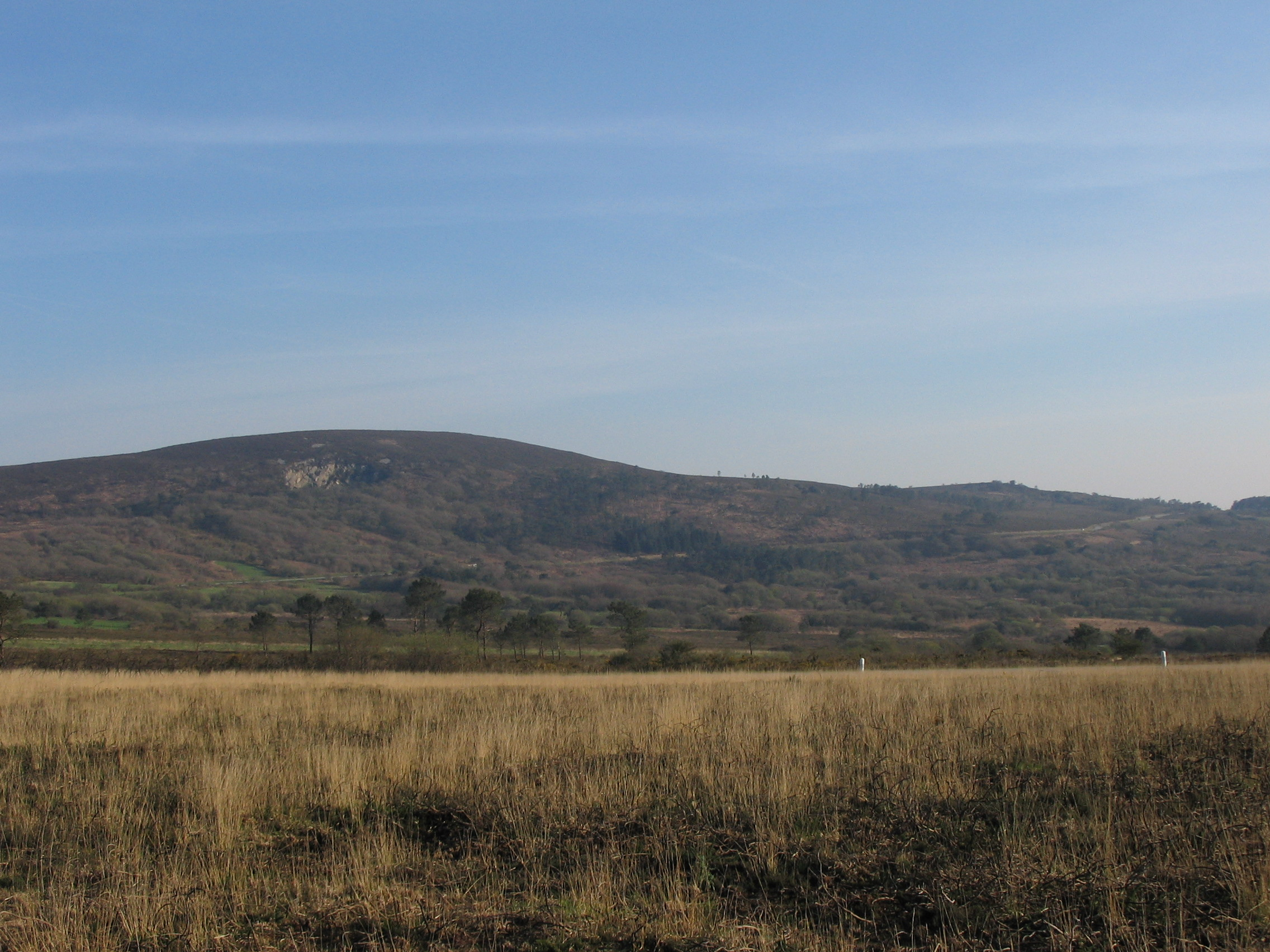
Le Ménez-Hom.

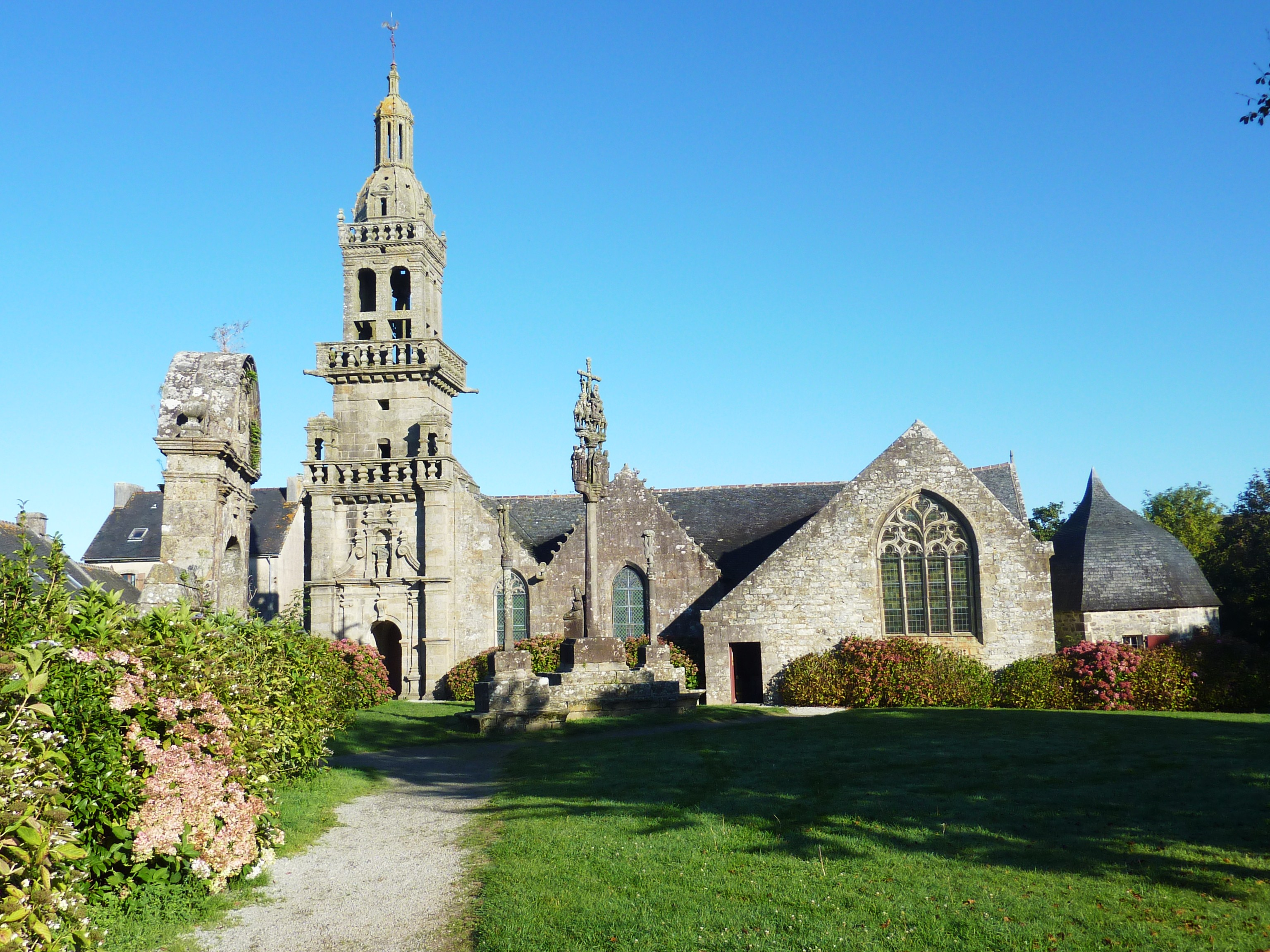
La chapelle Sainte-Marie-du-Ménez-Hom.

- Le Ménez-Hom, sommet emblématique de l'ouest du Finistère avec ses 330 mètres d'altitude, à l'entrée de la presqu'île de Crozon, est situé pour partie sur le territoire communal. Son sommet principal, le Yed, est situé en Dinéault. Le dernier CD du  bagad de Plomodiern, Tan  ar Yed, fait référence à ce sommet.
- La chapelle Sainte-Marie-du-Ménez-Hom, datée des XVIe et XVIIIe siècle, située dans le hameau du même nom, est située sur le territoire de la commune de Plomodiern, et est classée au titre des Monuments historiques par arrêté du 28 octobre 1916[92].
- L'église Saint-Mahouarn de Plomodiern : son chevet à trois pans et contreforts couronnés de lanternons et son porche méridional daté de 1624, dont les statues et sculptures ont été conservées, avec son portail extérieur encadré de deux colonnes ioniques cannelées[93] sont inscrits au titre des Monuments historiques par arrêté du 11 mai 1932[94]. L'église Saint-Mahouarn, qui datait des XVIe siècle et XVIIe siècle, a été reconstruite entre 1858 et 1864. Ses vitraux ont été créés par Hubert de Sainte-Marie.

L'église paroissiale Saint-Mahouarn
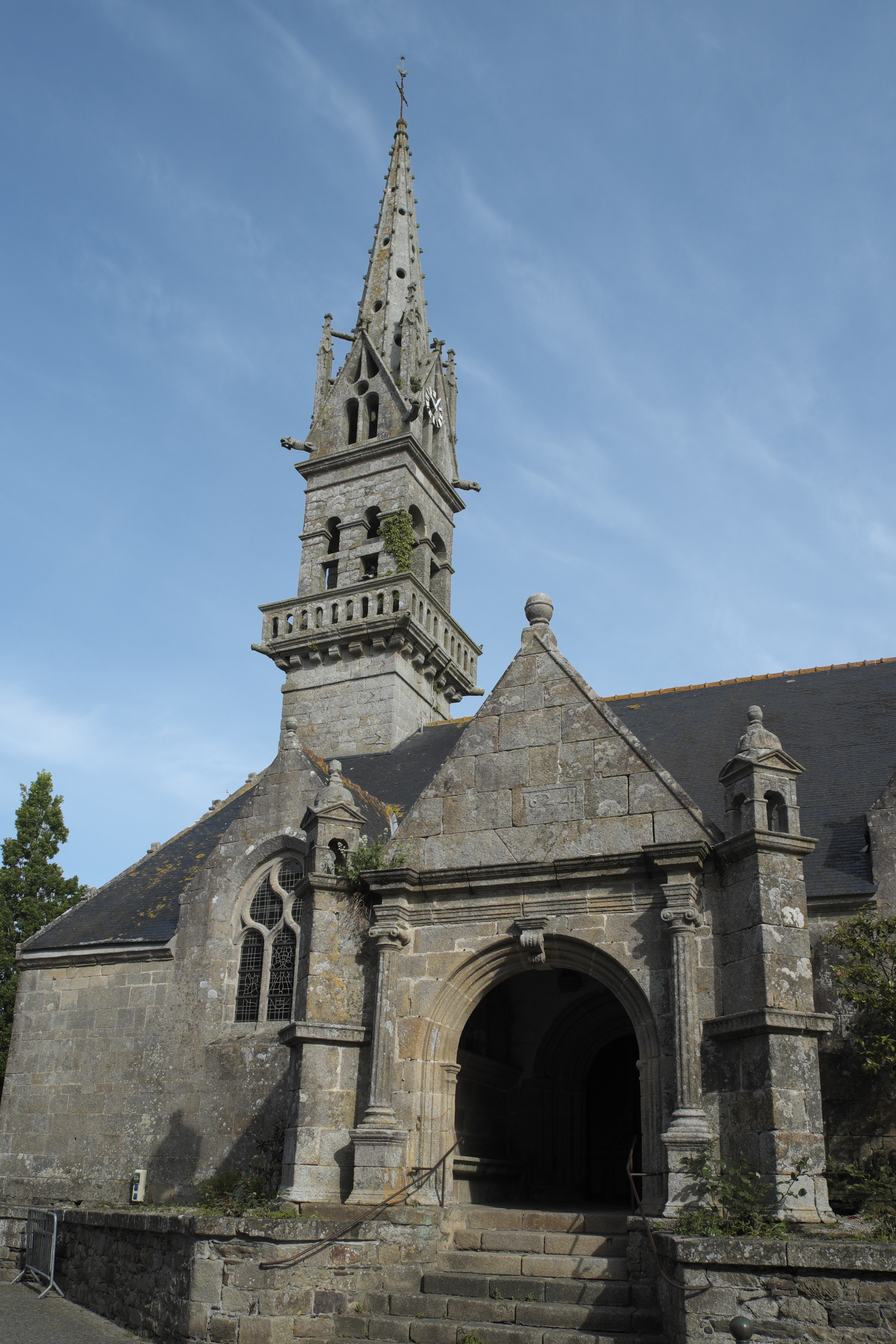
Église paroissiale Saint-Mahouarn : le clocher et le porche sud.
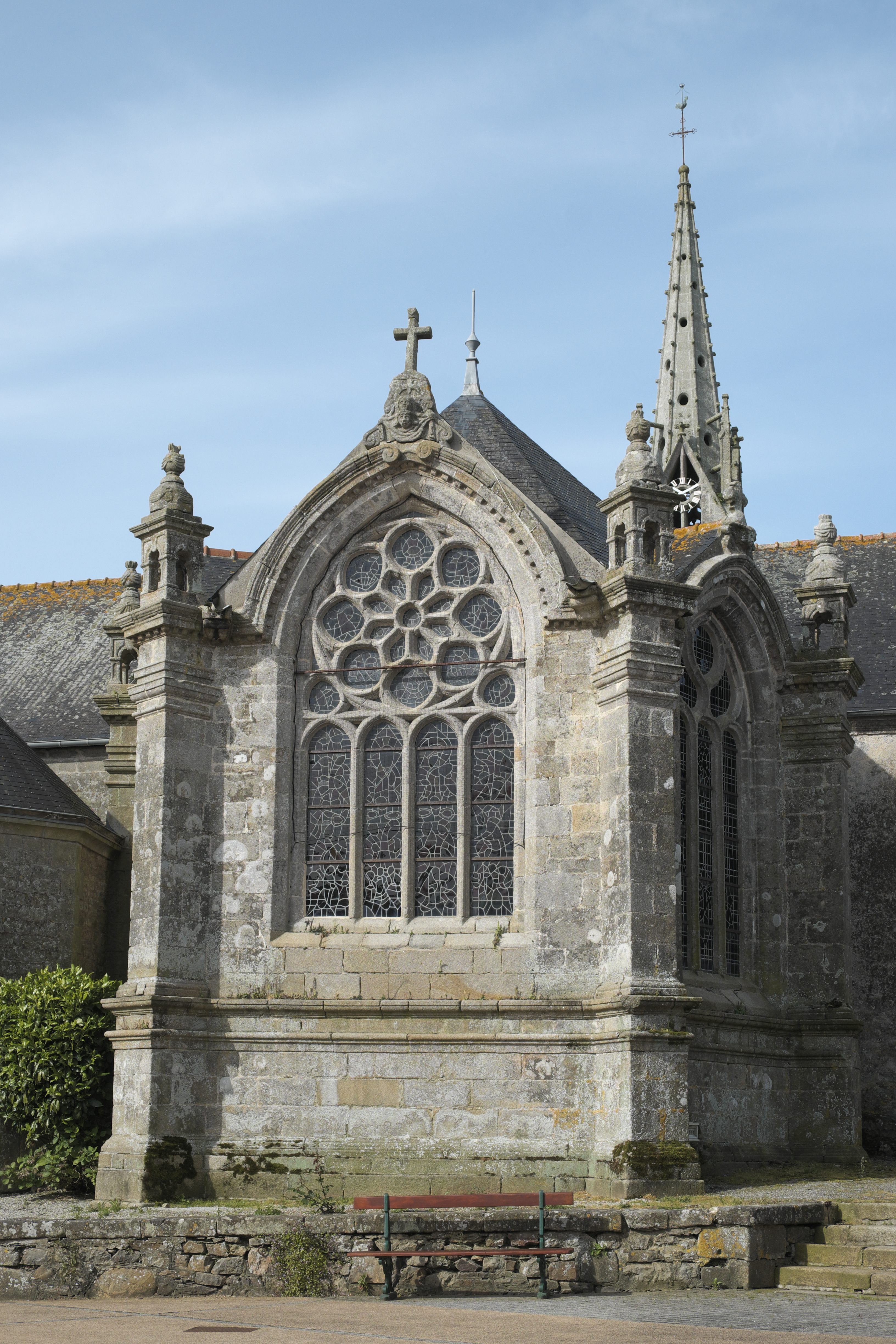
Église paroissiale Saint-Mahouarn : vue extérieure partielle (transept).
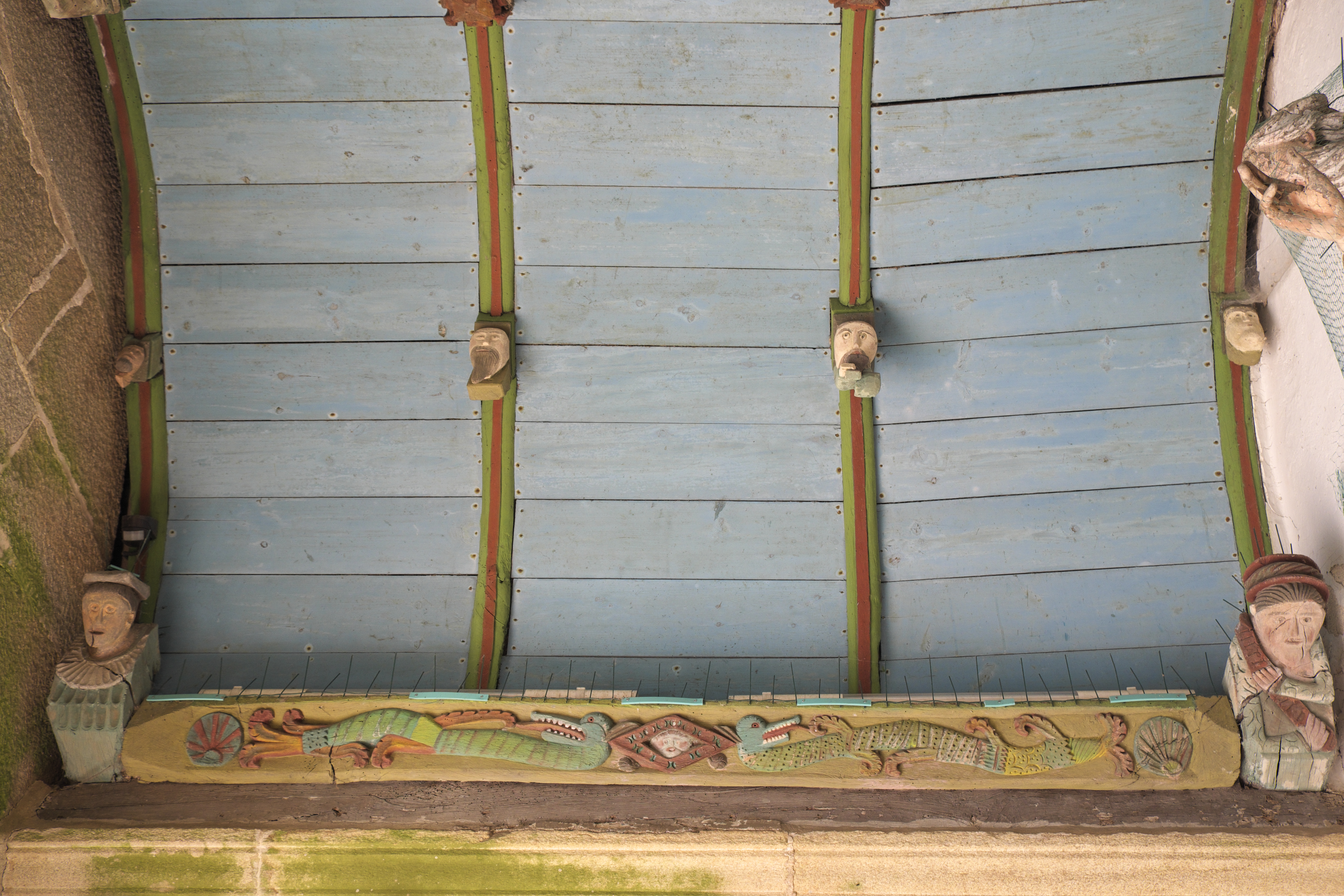
Église paroissiale Saint-Mahouarn : le porche (plafond et sablière).
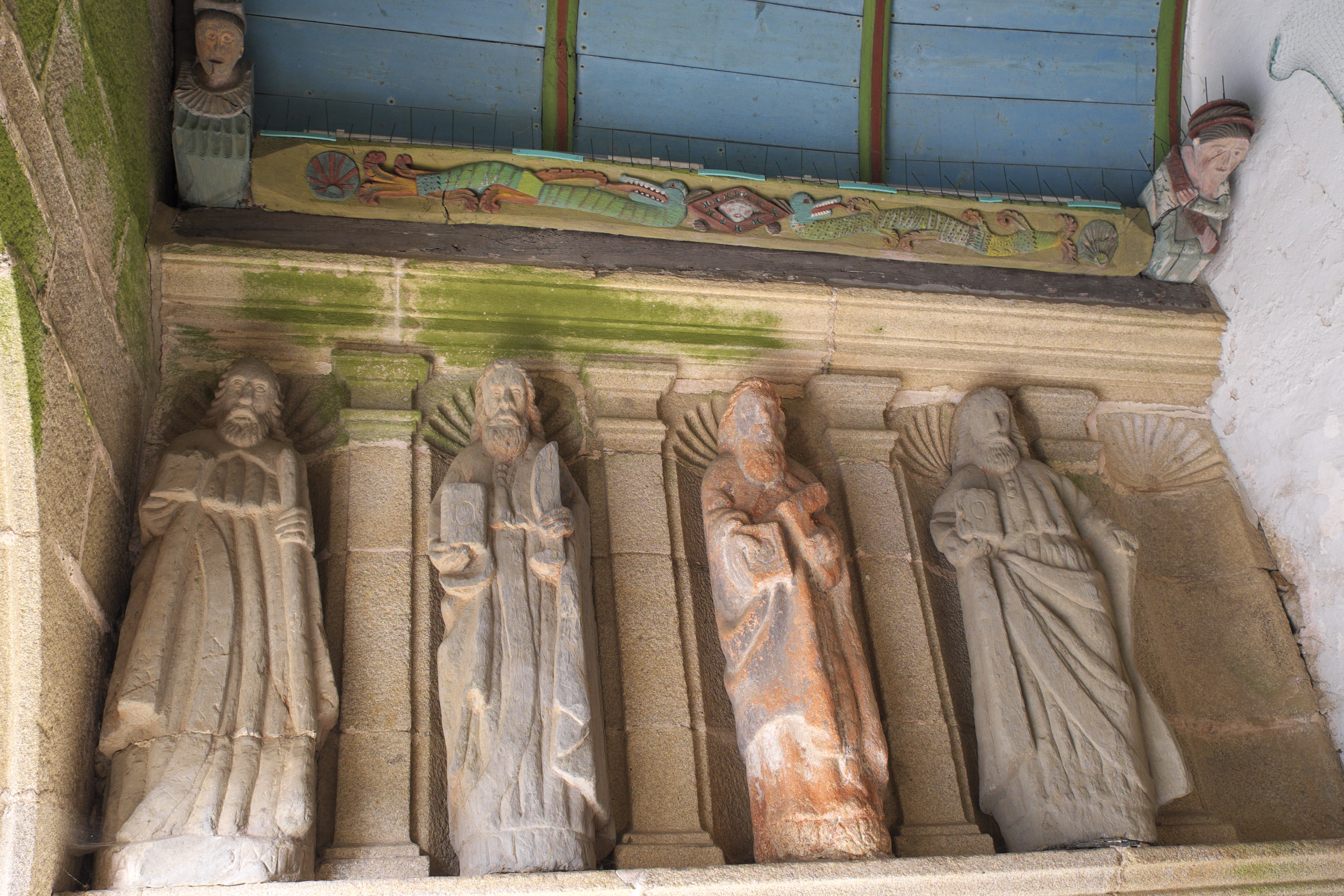
Église paroissiale Saint-Mahouarn : le porche (quatre statues d'apôtres).
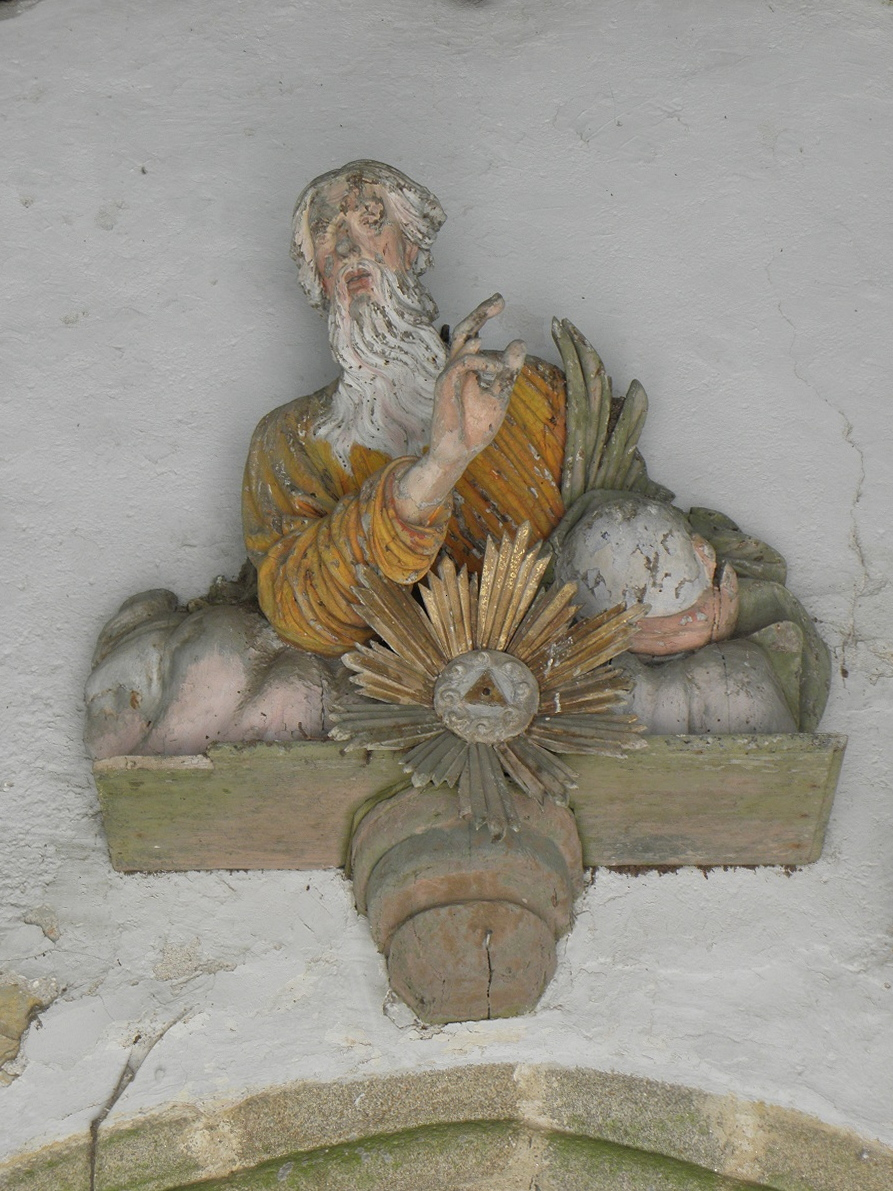
Église paroissiale Saint-Mahouarn : le porche (statue du Père Éternel).
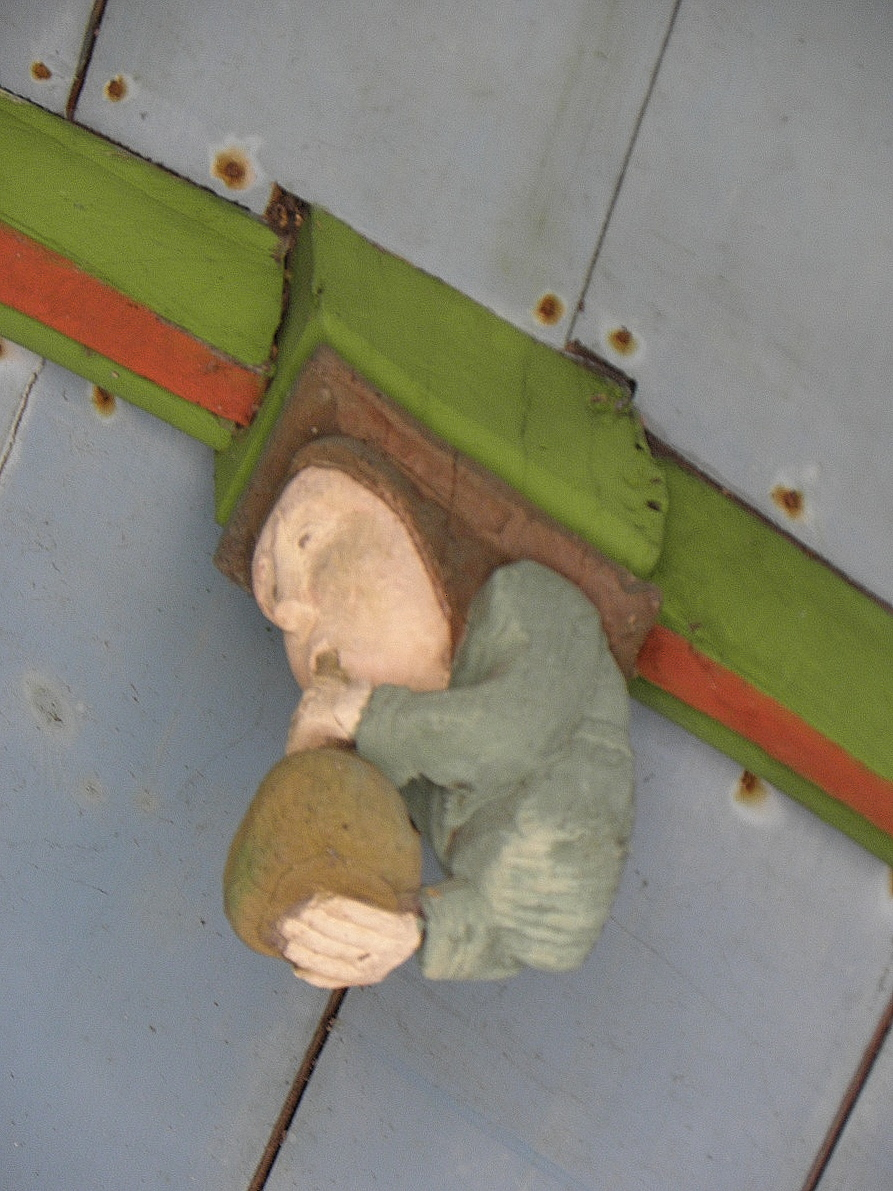
Église paroissiale Saint-Mahouarn : le porche (clef pendante).

- Plomodiern a parfois été surnommée la paroisse aux 7 chapelles qui existaient, sur la commune, jusqu'à la Révolution. Trois ont disparu : Saint-Gilles, Saint-Mibrit et Saint-Yves ; les quatre restantes sont : Saint-Sébastien[95] (dédiée à saint Sébastien qui était invoqué contre la peste, elle a été construite en 1573, mais remaniée en 1629 [façade] et 1773 [clocher] ; une fontaine dite "fontaine de Saint-Sébastien" se trouve à proximité), Saint-Suliau[96] (dédiée à saint Suliau, elle date de la fin du XVIIe siècle), Sainte-Marie-du-Ménez-Hom et Saint-Corentin[97] (dédiée à saint Corentin, elle date des dernières années du XIXe siècle, construite en remplacement d'une ancienne chapelle dont il ne reste rien).

Les chapelles Saint-Corentin et Saint-Suliau
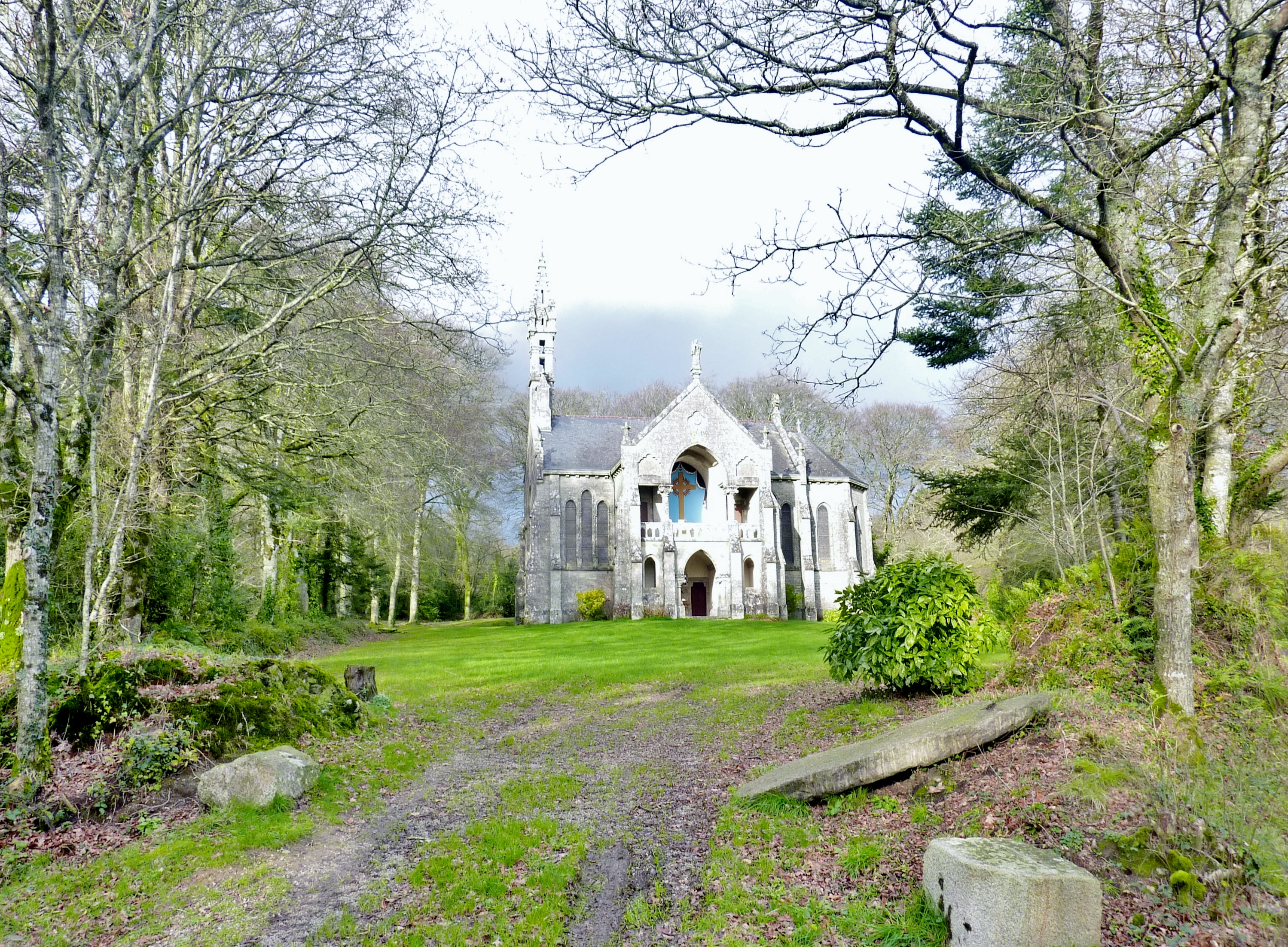
La chapelle Saint-Corentin : vue extérieure d'ensemble 1.
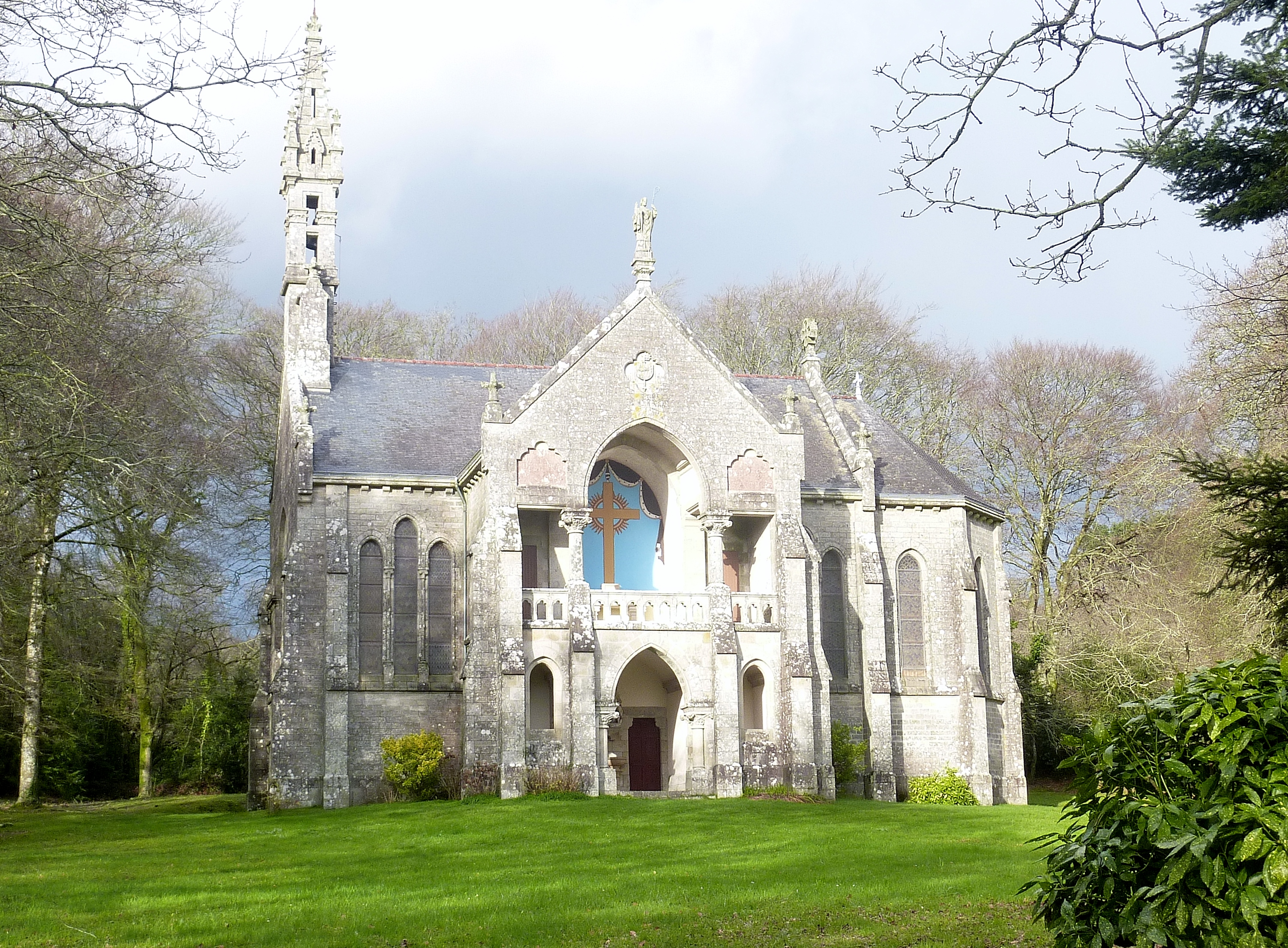
La chapelle Saint-Corentin : vue extérieure d'ensemble 2.
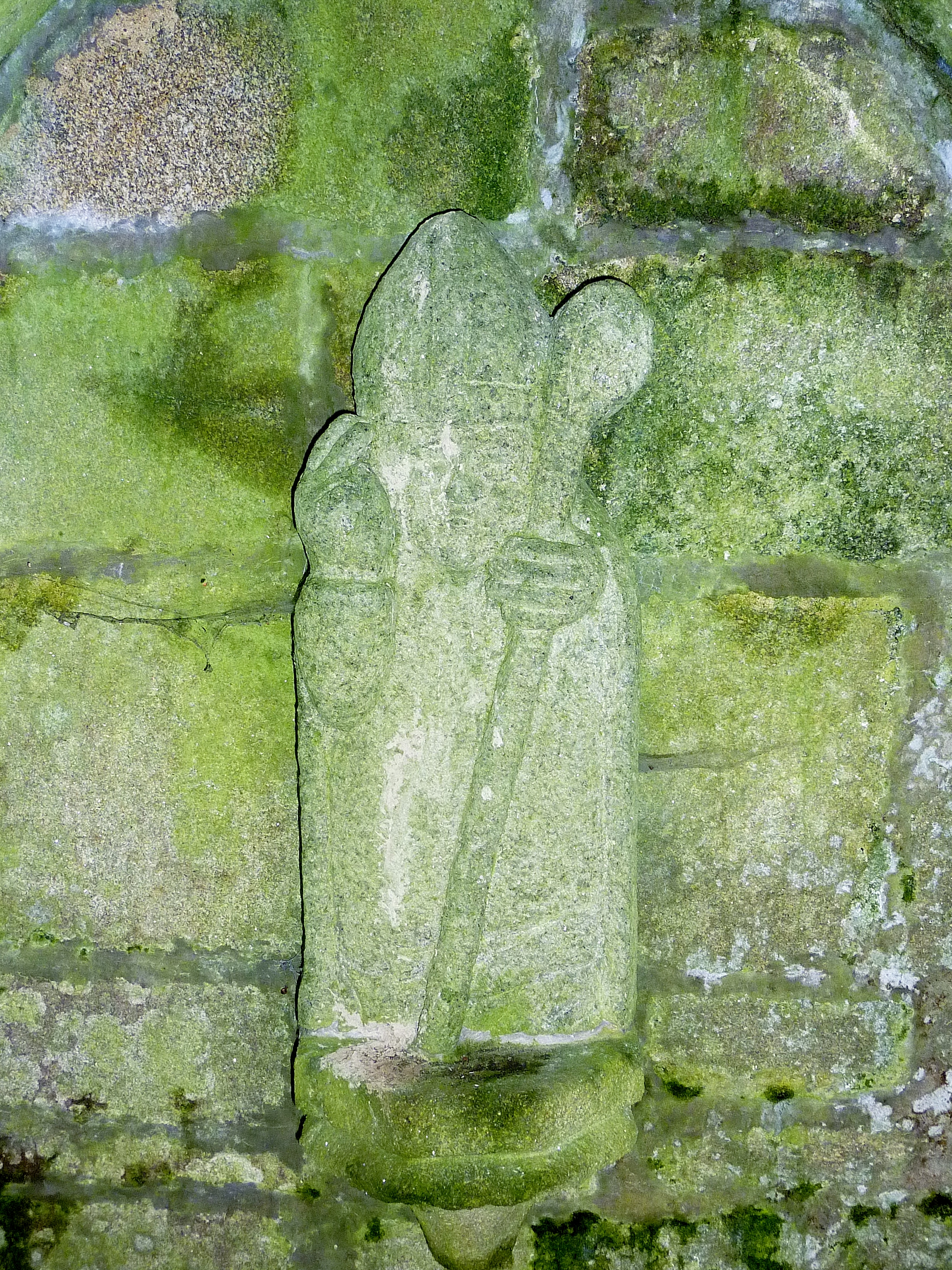
Plomodiern : chapelle Saint-Corentin, statue de saint Corentin placée sur un mur extérieur de la chapelle.
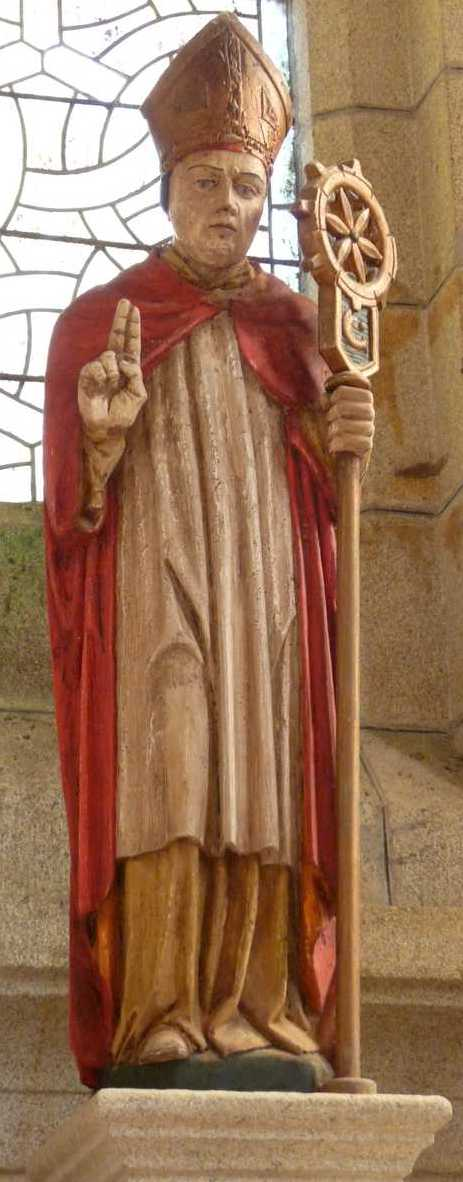
Chapelle Saint-Corentin : statue ancienne de saint Corentin.
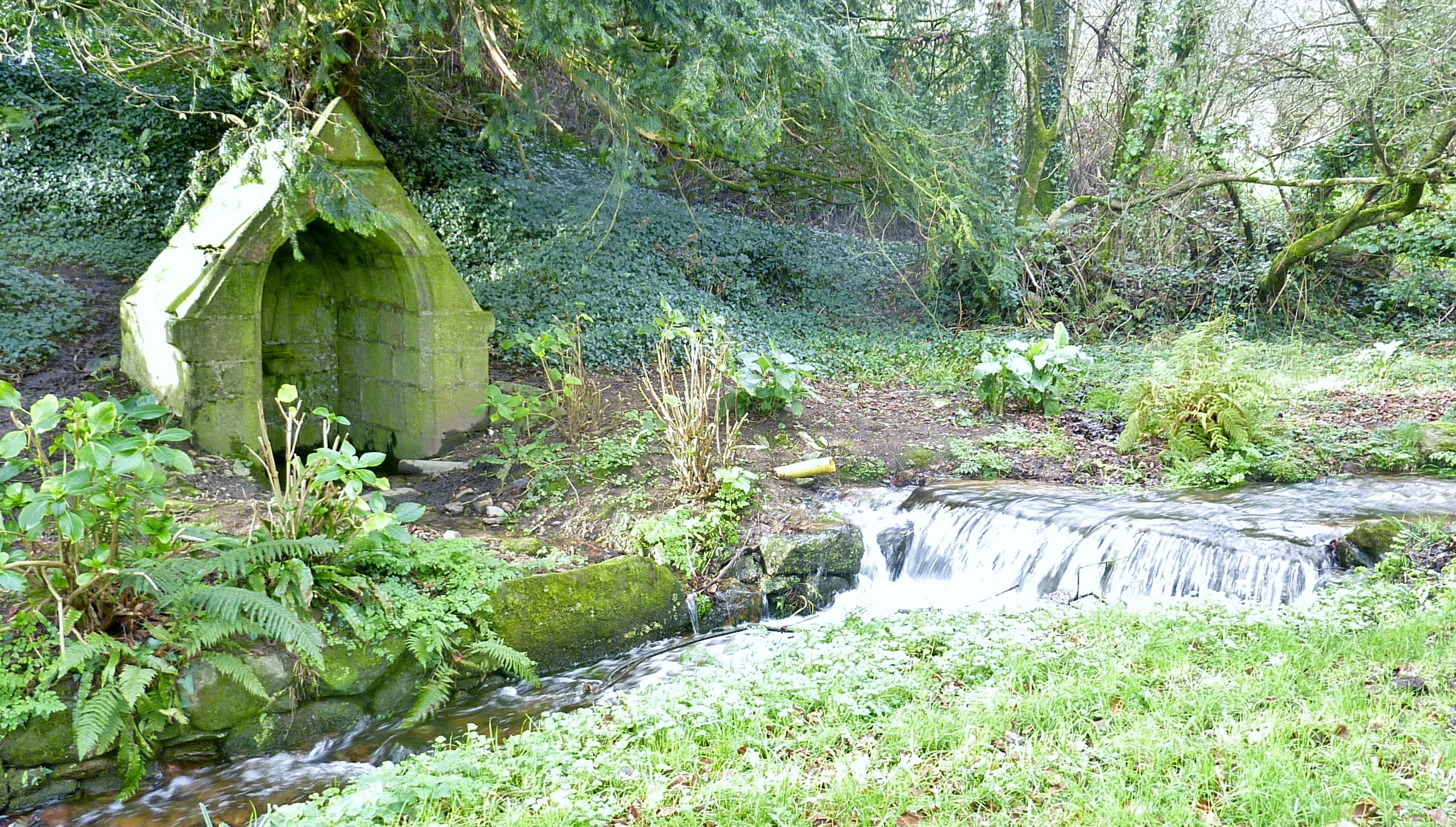
Plomodiern : la fontaine près de la chapelle Saint-Corentin.
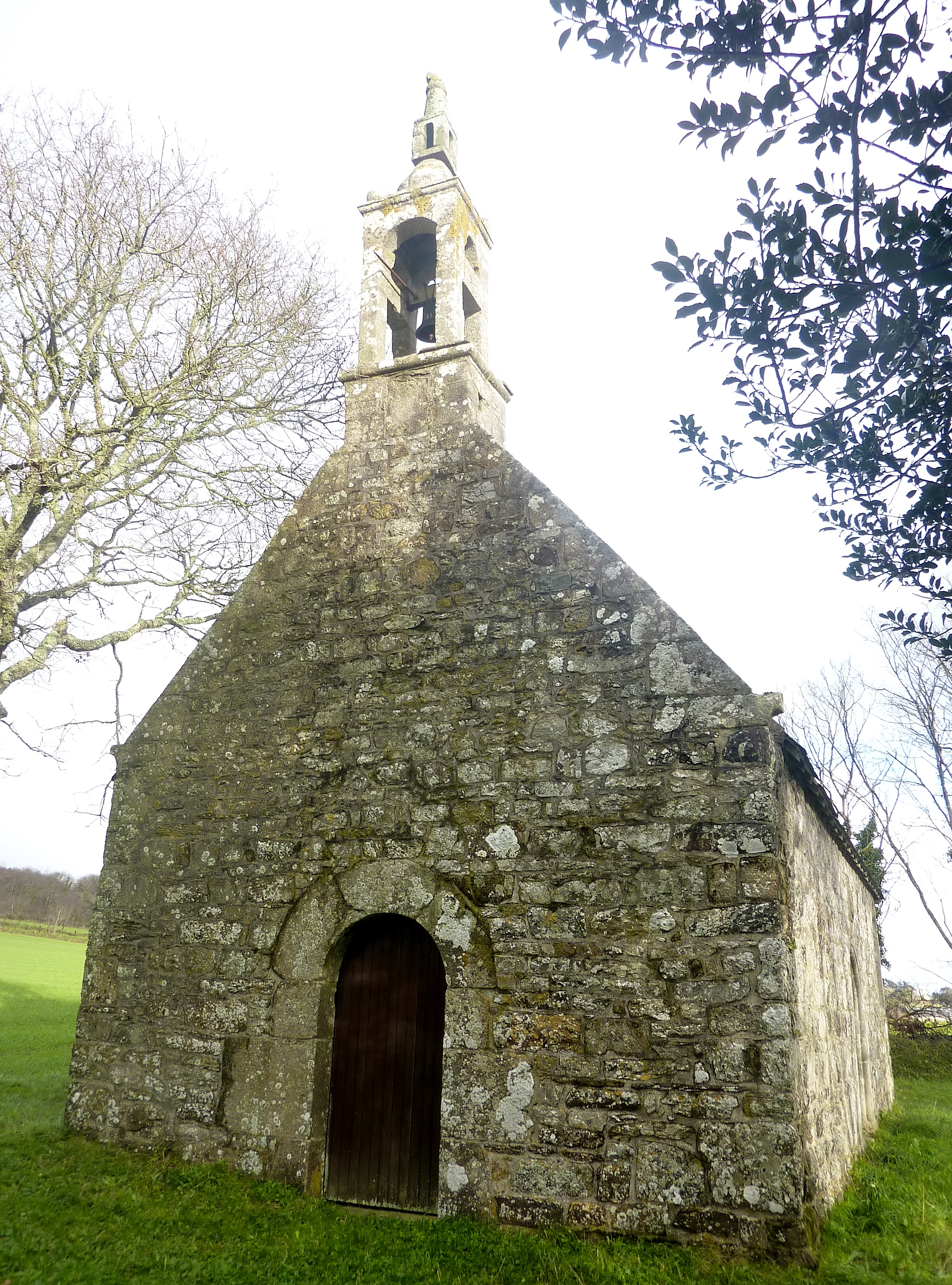
Plomodiern, chapelle Saint-Suliau, façade ouest.
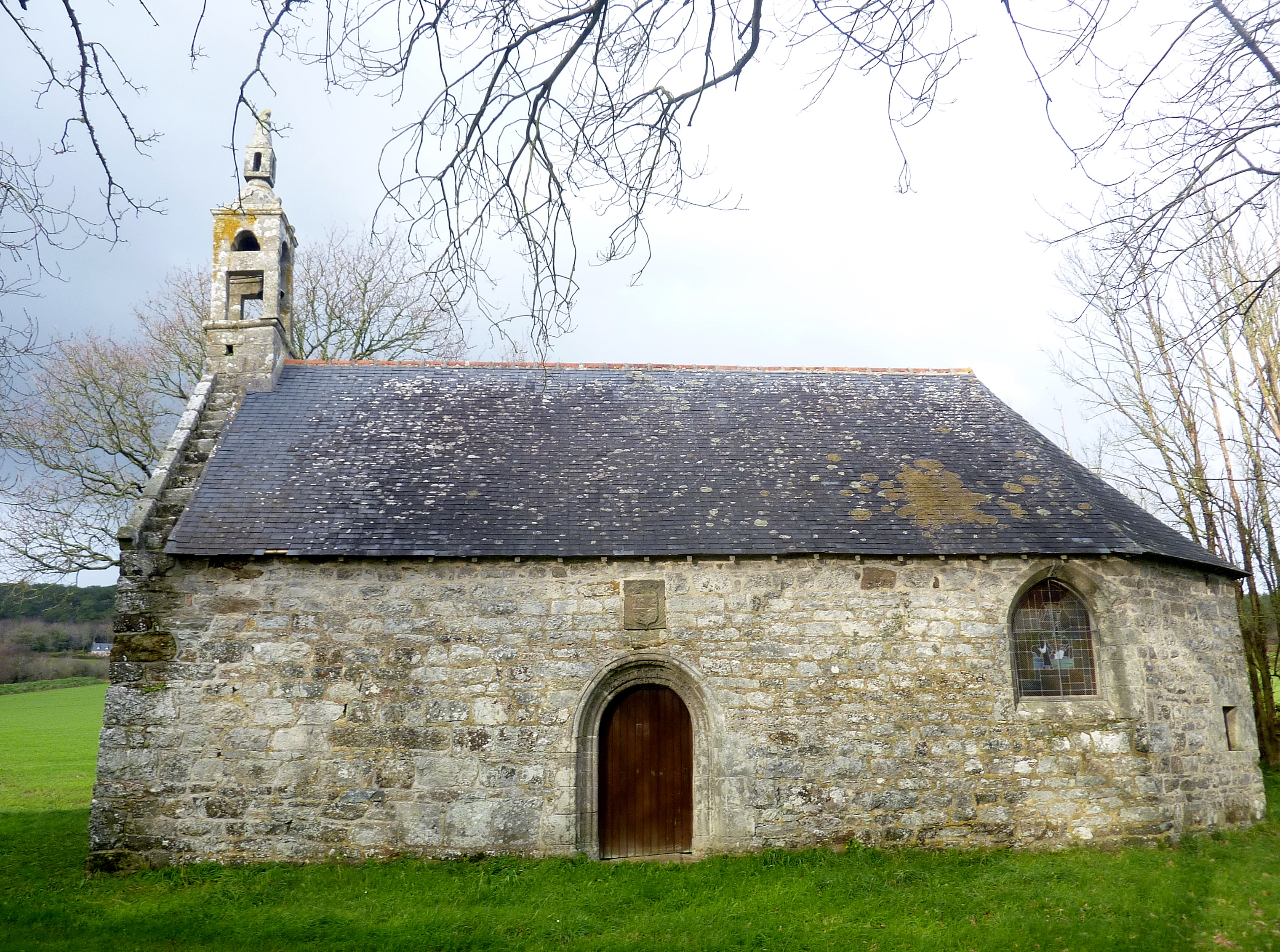
Plomodiern : chapelle Saint-Suliau, flanc sud.

### Plages
- Lestrevet   (An Estreved)
- Porz Ar Vag
- Kervijen

### Randonnée
- Ménez-Hom
- GR 34-37
- PR 22 et 23
- Base d'activités VTT

### Sports
- Le Ménez-Hom est parmi les spots bretons celui qui est le plus apprécié des libéristes. Une école de deltaplane a été créée en 1981 et une école de parapente en 1990. Ces deux écoles sont regroupées en une seule structure, l'École de Vol Libre du Ménez-Hom[98].
- Le surf se pratique à Pors ar Vag.
- Les chars à voile profitent de la longue plage de Lestrevet.

## Événements
Depuis 1959, le Festival du Ménez-Hom se déroule du 13 au 15 août en trois parties :
- le 13, Concert Celtique en la Chapelle de Sainte-Marie du Menez-Hom ;
- le 14, Fest-Noz animé par des couples de sonneurs, chanteurs et groupe de musiciens ;
- le 15, défilé et spectacles, en costumes traditionnels, des cercles celtiques, bagadoù et groupes étrangers.

En marge de ces festivités, le salon de peinture et sculpture (40 artistes) et des activités culturelles sur les découvertes et traditions bretonnes, tant religieuses, musicales que gastronomiques sont proposés du 1er au 13 août.
En 2009 s'est déroulée la cinquantième édition du festival.
En 2023, les 10 et 11 juin, a lieu à Plomodiern et à Saint-Nic une manifestation aérienne caritative. Elle est organisée par l'association Sourire de mômes. La Patrouille de France a assuré pour l'occasion un spectacle aérien.

### Personnes liées à la commune
- Guillaume Seznec (1878-1954), maître de scierie à Morlaix, meurtrier du conseiller général de Sizun Pierre Quémeneur, en 1923.
- Guillaume Le Roux (1885-1913), né à Maner Lanvilliau (Plomodiern) en 1885, missionnaire Oblat de Marie Immaculée, mort en 1913 chez les Esquimaux du Canada.
- Jean Vourc'h (1920-1944), sous-officier du Régiment de marche du Tchad, Compagnon de la Libération[100], Mort pour la France le 29 août 1944 au Mans.
- Olivier Bellin (1971-), grand chef cuisinier ayant deux étoiles au Guide Michelin pour L'Auberge des Glazicks à Plomodiern.
- Gilbert Burlot (1917-1968), dont la famille par sa mère Henriette Piriou[101]est originaire de Plomodiern, Directeur honoraire à l'Administration centrale (administrateur civil), déporté-résistant, membre du réseau Eleuthère, déporté à Dachau. Commandeur de la Légion d'honneur, médaille militaire, croix de guerre 1939-1945 avec palme et étoile de Vermeil, médaille de la Résistance, médaille commémorative des services volontaires dans la France libre, médaille commémorative de la guerre 1939-1945, barrette Libération. Maire de La Bernerie-en-Retz.

## Compléments
Musique bretonne et celtique. L'école de musique forme des sonneurs de cornemuse, bombarde ou batterie qui alimentent les rangs du bagad à la fin de leur formation. Le bagad évolue en troisième catégorie depuis 2010